# فیلم در ۲۰۱۱
این مقاله اتفاقات مربوط به فیلم در سال ۲۰۱۱ می‌پردازد.

## پرفروش‌ترین فیلم‌ها
| رتبه | عنوان                                        | ناشر                       | فروش جهانی     |
| ---- | -------------------------------------------- | -------------------------- | -------------- |
| ۱    | هری پاتر و یادگاران مرگ - قسمت دوم           | برادران وارنر              | $۱٬۳۴۱٬۵۱۱٬۲۱۹ |
| ۲    | تبدیل‌شوندگان: نیمه تاریک ماه                 | پارامونت پیکچرز            | $۱٬۱۲۳٬۷۹۴٬۰۷۹ |
| ۳    | دزدان دریایی کارائیب: سوار بر امواج ناشناخته | استودیو سینمایی والت دیزنی | $۱٬۰۴۵٬۷۱۳٬۸۰۲ |
| ۴    | گرگ‌ومیش: سپیده‌دم - قسمت اول                  | لاینزگیت                   | $۷۱۲٬۲۰۵٬۸۵۶   |
| ۵    | مأموریت: غیرممکن - پروتکل شبح                | پارامونت                   | $۶۹۴٬۷۱۳٬۳۸۰   |
| ۶    | پاندای کونگ‌فوکار ۲                           | پارامونت                   | $۶۶۵٬۶۹۲٬۲۸۱   |
| ۷    | سریع و خشمگین ۵                              | یونیورسال استودیوز         | $۶۲۶٬۱۳۷٬۶۷۵   |
| ۸    | خماری: قسمت دوم                              | برادران وارنر              | $۵۸۶٬۷۶۴٬۳۰۵   |
| ۹    | اسمورف‌ها                                     | کلمبیا پیکچرز              | $۵۶۳٬۷۴۹٬۳۲۳   |
| ۱۰   | ماشین‌ها ۲                                    | دیزنی                      | $۵۶۲٬۱۱۰٬۵۵۷   |

## وقایع
- هفدهمین مراسم جایزه انجمن بازیگران فیلم
- شصت و هشتمین مراسم گلدن گلوب
- شصت و چهارمین دوره جوایز بفتا
- شصت و هشتمین جشنواره فیلم ونیز
- هشتاد و سومین دوره جوایز اسکار

## جوایز
| رده/سازمان                     | ۱۷th Critics' Choice Awards ۱۲ ژانویه ۲۰۱۲ | گلدن گلوب ۱۵ ژانویه ۲۰۱۲ | گلدن گلوب ۱۵ ژانویه ۲۰۱۲                 | تهیه‌کنندگان، کارگردانان، انجمن بازیگران فیلم، و Writers Guild Awards | شصت و پنجمین دوره جوایز بفتا ۱۲ فوریه ۲۰۱۲                | اسکار ۲۶ فوریه ۲۰۱۲                    |
| رده/سازمان                     | ۱۷th Critics' Choice Awards ۱۲ ژانویه ۲۰۱۲ | دراما                    | موزیکال یا کمدی                          | تهیه‌کنندگان، کارگردانان، انجمن بازیگران فیلم، و Writers Guild Awards | شصت و پنجمین دوره جوایز بفتا ۱۲ فوریه ۲۰۱۲                | اسکار ۲۶ فوریه ۲۰۱۲                    |
| ------------------------------ | ------------------------------------------ | ------------------------ | ---------------------------------------- | -------------------------------------------------------------------- | --------------------------------------------------------- | -------------------------------------- |
| بهترین فیلم                    | آرتیست                                     | زادگان                   | آرتیست                                   | آرتیست                                                               | آرتیست                                                    | آرتیست                                 |
| بهترین کارگردان                | میشل آزاناویسوس آرتیست                     | مارتین اسکورسیزی هوگو    | مارتین اسکورسیزی هوگو                    | میشل آزاناویسوس آرتیست                                               | میشل آزاناویسوس آرتیست                                    | میشل آزاناویسوس آرتیست                 |
| بهترین بازیگر مرد              | جرج کلونی زادگان                           | جرج کلونی زادگان         | ژان دوژاردن آرتیست                       | ژان دوژاردن آرتیست                                                   | ژان دوژاردن آرتیست                                        | ژان دوژاردن آرتیست                     |
| بهترین بازیگر زن               | وایولا دیویس خدمتکاران                     | مریل استریپ بانوی آهنی   | میشل ویلیامز هفته‌ای که با مریلین گذراندم | وایولا دیویس خدمتکاران                                               | مریل استریپ بانوی آهنی                                    | مریل استریپ بانوی آهنی                 |
| بهترین بازیگر مکمل مرد         | کریستوفر پلامر تازه‌کارها                   | کریستوفر پلامر تازه‌کارها | کریستوفر پلامر تازه‌کارها                 | کریستوفر پلامر تازه‌کارها                                             | کریستوفر پلامر تازه‌کارها                                  | کریستوفر پلامر تازه‌کارها               |
| بهترین بازیگر مکمل زن          | اکتاویا اسپنسر خدمتکاران                   | اکتاویا اسپنسر خدمتکاران | اکتاویا اسپنسر خدمتکاران                 | اکتاویا اسپنسر خدمتکاران                                             | اکتاویا اسپنسر خدمتکاران                                  | اکتاویا اسپنسر خدمتکاران               |
| بهترین فیلمنامه اقتباسی        | استیون زایلیان و آرون سورکین مانیبال       | وودی آلن نیمه‌شب در پاریس | وودی آلن نیمه‌شب در پاریس                 | الکساندر پین، نت فکسون و جیم رش زادگان                               | Bridget O'Connor و Peter Straughan بندزن خیاط سرباز جاسوس | الکساندر پین، نت فکسون و جیم رش زادگان |
| بهترین فیلم‌نامه غیراقتباسی     | وودی آلن نیمه‌شب در پاریس                   | وودی آلن نیمه‌شب در پاریس | وودی آلن نیمه‌شب در پاریس                 | وودی آلن نیمه‌شب در پاریس                                             | میشل آزاناویسوس آرتیست                                    | وودی آلن نیمه‌شب در پاریس               |
| بهترین انیمیشن                 | رنگو                                       | ماجراهای تن‌تن            | ماجراهای تن‌تن                            | N/A                                                                  | رنگو                                                      | رنگو                                   |
| بهترین موسیقی متن              | آرتیست لودویک بورس                         | آرتیست لودویک بورس       | آرتیست لودویک بورس                       | N/A                                                                  | آرتیست لودویک بورس                                        | آرتیست لودویک بورس                     |
| بهترین ترانه فیلم              | "Life's a Happy Song" ماپت‌ها               | "شاهکار " دابلیو.ئی.     | "شاهکار " دابلیو.ئی.                     | N/A                                                                  | N/A                                                       | "Man or Muppet" ماپت‌ها                 |
| بهترین فیلم با زبان غیرانگلیسی | جدایی نادر از سیمین                        | جدایی نادر از سیمین      | جدایی نادر از سیمین                      | N/A                                                                  | پوستی که در آن زندگی می‌کنم                                | جدایی نادر از سیمین                    |

## فیلم‌های ۲۰۱۱

### ژانویه–مارس
| افتتاحیه        | افتتاحیه | عنوان                                               | استودیو                                                                                 | عوامل تولید | سبک                                         | منبع   |
| --------------- | -------- | --------------------------------------------------- | --------------------------------------------------------------------------------------- | --- | ------------------------------------------- | ------ |
| J A N U A R Y   | ۱        | کاغذ مگس‌کش                                          | مارک دیمون / The Safran Company                                                         | راب مینکاف (کارگردان)؛ پاتریک دمپسی، اشلی جاد | Crime، کمدی                                 | [ ۲ ]  |
| J A N U A R Y   | ۴        | فصل جادوگری                                         | Rogue Pictures / ریلیتیویتی مدیا                                                        | دامینیک سینا (کارگردان)؛ Bragi Schut (فیلمنامه‌نویس)؛ نیکلاس کیج، ران پرلمن، استیون کمپل مور، کلر فوی، استیون گراهام، کریستوفر لی، رابرت شیهان، اولریش تامسن | فانتزی، ماجراجویی                           | [ ۳ ]  |
| J A N U A R Y   | ۵        | If I Want to Whistle, I Whistle                     | Film Movement                                                                           | Florin Șerban (کارگردان)؛ George Piştereanu | درام                                        | [ ۴ ]  |
| J A N U A R Y   | ۵        | Phil Ochs,There but for Fortune                     | First Run Features                                                                      | Kenneth Bowser (کارگردان) | مستند                                       | [ ۵ ]  |
| J A N U A R Y   | ۷        | زمانی که می‌ماند                                     | آی‌اف‌سی فیلمز                                                                            | ایلیا سلیمان (کارگردان)؛ ایلیا سلیمان، Saleh Bakri, Leila Mouammar, Bilal Zidani, Samar Qudha Tanus | بیوگرافی، درام                              | [ ۶ ]  |
| J A N U A R Y   | ۱۰       | زنبور سبز                                           | کلمبیا پیکچرز / اوریجینال فیلم                                                          | میشل گوندری (کارگردان)؛ اوان گلدبرگ، ست روگن (فیلمنامه‌نویس)؛ ست روگن، جی چو، کامرون دیاز، کریستف والتس، ادوارد جیمز آلموس، دیوید هاربر، تام ویلکینسون | Superhero، اکشن، کمدی                       | [ ۷ ]  |
| J A N U A R Y   | ۱۱       | بدون تعهد                                           | پارامونت پیکچرز / The Montecito Picture Company / اسپای‌گلس اینترتیمنت                   | ایوان رایتمن (کارگردان)؛ Elizabeth Meriwether (فیلمنامه‌نویس)؛ اشتون کوچر، ناتالی پورتمن، کری الویس، کوین کلاین، گرتا گرویگ، افلیا لاویبوند، Ben Lawson، لوداکریس، اولیویا ترلبی، جیک جانسون، لیک بل، میندی کالینگ، تالیا بالسام، Adhir Kalyan, Guy Branum                                                                  | رمانتیک، کمدی                               | [ ۸ ]  |
| J A N U A R Y   | ۱۴       | معضل                                                | یونیورسال استودیوز / ایمیج اینترتیمنت / اسپای‌گلس اینترتیمنت                             | ران هاوارد (کارگردان)؛ Allan Loeb (فیلمنامه‌نویس)؛ وینس وان، کوین جیمز، وینونا رایدر، جنیفر کانلی، چنینگ تیتوم، کویین لطیفه | کمدی، درام                                  | [ ۹ ]  |
| J A N U A R Y   | ۲۰       | نگهبان                                              | سونی پیکچرز کلاسیکس                                                                     | جان مایکل مک‌دونا (کارگردان/فیلمنامه‌نویس)؛ برندن گلیسون، دان چیدل، مارک استرانگ | کمدی                                        | [ ۱۰ ] |
| J A N U A R Y   | ۲۱       | Bellflower                                          | Oscilloscope Laboratories                                                               | Evan Glodell (کارگردان/فیلمنامه‌نویس)؛ Evan Glodell, Jessie Wiseman, Tyler Dawson, Rebekah Brandes |                                             | [ ۱۱ ] |
| J A N U A R Y   | ۲۱       | باک                                                 | آی‌اف‌سی فیلمز                                                                            | Cindy Meehl (کارگردان)؛ Buck Brannaman | مستند                                       | [ ۱۲ ] |
| J A N U A R Y   | ۲۱       | Hobo with a Shotgun                                 | Rhombus Media / Whizbang Films / Yer Dead Productions                                   | Jason Eisener (کارگردان)؛ John Davies (فیلمنامه‌نویس)؛ روتخر هاور، گرگوری اسمیت، Brian Downey | Black کمدی                                  | [ ۱۳ ] |
| J A N U A R Y   | ۲۱       | Pariah                                              | فوکس فیچرز                                                                              | دی ریس (کارگردان/فیلمنامه‌نویس)؛ ادپرو اودیه، Aasha Davis، کیم وینز | درام                                        | [ ۱۴ ] |
| J A N U A R Y   | ۲۱       | خانه ساکت                                           | اوپن رود فیلمز / ال‌دی اینترتینمنت                                                       | کریس کنتیس (کارگردان)؛ Laura Lau (کارگردان/فیلمنامه‌نویس)؛ الیزابت اولسن، Adam Trese, Eric Sheffer Stevens | ترسناک                                      | [ ۱۵ ] |
| J A N U A R Y   | ۲۱       | بازی برد-برد                                        | فاکس سرچلایت پیکچرز / Everest Entertainment                                             | توماس مک‌کارتی (کارگردان/فیلمنامه‌نویس)؛ پل جیاماتی، ایمی رایان، بابی کاناوله، ملانی لینسکی، برت یانگ، جفری تامبر، Alex Shaffer | ورزشی، کمدی، درام                           | [ ۱۶ ] |
| J A N U A R Y   | ۲۲       | بدل شیطان                                           | لاینزگیت فیلمز                                                                          | لی تاماهوری (کارگردان)؛ Michael Thomas (فیلمنامه‌نویس)؛ دومینیک کوپر، Philip Quast |                                             | [ ۱۷ ] |
| J A N U A R Y   | ۲۲       | دیوانه‌وار                                           | پارامونت وانتاج                                                                         | دریک دورمس (کارگردان)؛ دریک دورمس، Ben York Jones (فیلمنامه‌نویس)؛ آنتون یلچین، فلیسیتی جونز، جنیفر لارنس، چارلی بیولی | رمان، درام                                  | [ ۱۸ ] |
| J A N U A R Y   | ۲۲       | POM Wonderful Presents,The Greatest Movie Ever Sold | سونی پیکچرز کلاسیکس                                                                     | مورگان اسپرلاک (کارگردان/فیلمنامه‌نویس) Jeremy Chilnick (فیلمنامه‌نویس)؛ مورگان اسپرلاک، Ben Silverman، نوآم چامسکی، اوکی گو، رالف نیدر | مستند                                       | [ ۱۹ ] |
| J A N U A R Y   | ۲۳       | سدار راپیدز                                         | فاکس سرچلایت پیکچرز                                                                     | Miguel Arteta (کارگردان)؛ Phil Johnston (فیلمنامه‌نویس)؛ اد هلمز، جان سی ریلی، آن هیش، سیگورنی ویور، استیون روت، کرتوود اسمیت، عالیه شوکت، مایک اومالی، راب کوردری، Seth Morris | کمدی                                        | [ ۲۰ ] |
| J A N U A R Y   | ۲۳       | نومئو و ژولیت                                       | تاچ‌استون پیکچرز / Rocket Pictures                                                       | کلی اشبری (کارگردان)؛ Rob Sprackling, John R. Smith, Kevin Cecil, Andy Riley، مارک برتون (فیلمنامه‌نویس)؛ جیمز مک‌آووی، امیلی بلانت، جولی والترز، ریچارد ویلسون (بازیگر اسکاتلندی)، جیسون استاتهام، اشلی جنسن، مگی اسمیت، مایکل کین، پاتریک استوارت، مت لوکاس، استیون مرچنت، جیم کامینگز، آزی آزبورن، دالی پارتن، هالک هوگان | انیمیشن، فانتزی، کمدی، رمان                 | [ ۲۱ ] |
| J A N U A R Y   | ۲۳       | Higher Ground                                       | سونی پیکچرز کلاسیکس                                                                     | ویرا فارمیگا (کارگردان)؛ Carolyn S. Briggs, Tim Metcalfe (فیلمنامه‌نویس)؛ ویرا فارمیگا، جاشوآ لنرد، بیل اروین (هنرپیشه زاده ۱۹۵۰)، دونا مورفی، نوربرت لئو بوتس، جان هاکس، Dagamara Domińczyk، ابن ماس-بچراک | درام                                        | [ ۲۲ ] |
| J A N U A R Y   | ۲۴       | زمین دیگر                                           | فاکس سرچلایت پیکچرز                                                                     | مایک کیهیل (کارگردان) (کارگردان/فیلمنامه‌نویس)؛ بریت مارلینگ (فیلمنامه‌نویس)؛ ویلیام میپاتر، بریت مارلینگ | Science fiction، درام                       | [ ۲۳ ] |
| J A N U A R Y   | ۲۴       | Sound of My Voice                                   | فاکس سرچلایت پیکچرز                                                                     | زال باتمانقلیچ (کارگردان/فیلمنامه‌نویس)؛ بریت مارلینگ، کریستوفر دنهام، Nicole Vicius | هیجان‌انگیز                                  | [ ۲۴ ] |
| J A N U A R Y   | ۲۴       | پناه بگیر                                           | سونی پیکچرز کلاسیکس                                                                     | جف نیکولز (کارگردان/فیلمنامه‌نویس)؛ مایکل شنون، جسیکا چستین | هیجان‌انگیز، درام                            | [ ۲۵ ] |
| J A N U A R Y   | ۲۵       | مارجین کال                                          | لاینزگیت فیلمز / رودساید اترکشنز                                                        | جی. سی. چاندور (کارگردان/فیلمنامه‌نویس)؛ کوین اسپیسی، پل بتانی، جرمی آیرونز، زکری کینتو، پن بدجلی، سیمون بیکر، مری مکدانل، دمی مور، استنلی توچی | درام                                        | [ ۲۶ ] |
| J A N U A R Y   | ۲۶       | تشریفات مذهبی                                       | برادران وارنر / نیو لاین سینما                                                          | میکل هوفسترم (کارگردان)؛ Michael Petroni (فیلمنامه‌نویس)؛ آنتونی هاپکینز، کالین اودانهیو، آلیس براگا، روتخر هاور، کیران هایندز | ترسناک                                      | [ ۲۷ ] |
| J A N U A R Y   | ۲۸       | مکانیک                                              | سی‌بی‌اس فیلمز                                                                            | سایمون وست (کارگردان)؛ Richard Wenk، لوئیس جان کارلینو (فیلمنامه‌نویس)؛ جیسون استاتهام، بن فاستر، دونالد ساترلند، کریستا کمبل | اکشن، هیجان‌انگیز                            | [ ۲۸ ] |
| F E B R U A R Y | ۳        | خلوتگاه                                             | یونیورسال استودیوز / ریلیتیویتی مدیا / Wayfare Entertainment / FilmNation Entertainment | Alister Grierson (کارگردان)؛ Andrew Wight, John Garvin (فیلمنامه‌نویس)؛ ریچارد راکسبرا، ریس ویکفیلد، یوان گریفید، Alice Parkinson، دنیل وایلی | Disaster, Survival                          | [ ۲۹ ] |
| F E B R U A R Y | ۴        | Cold Weather                                        | آی‌اف‌سی فیلمز                                                                            | Aaron Katz (کارگردان)؛ Cris Lankenau، تریسته کلی دون، رائول کاستیلو، Robyn Rikoon | Mystery                                     | [ ۳۰ ] |
| F E B R U A R Y | ۴        | زن دیگر (فیلم ۲۰۰۹)                                 | Incentive Filmed Entertainment                                                          | دان روس (کارگردان/فیلمنامه‌نویس)؛ ناتالی پورتمن، لیسا کودرو، لورن آمبروز، اسکات کوئن | درام                                        | [ ۳۱ ] |
| F E B R U A R Y | ۴        | هم‌اتاقی                                             | اسکرین جمز                                                                              | کریستیان ئی. کریستیانسن (کارگردان)؛ Sonny Mallhi (فیلمنامه‌نویس)؛ لیتون میستر، مینکا کلی، کم جیجاندت، الیسون میچالکا، دانیل هاریس، فرانسیس فیشر، بیلی زین | هیجان‌انگیز                                  | [ ۳۲ ] |
| F E B R U A R Y | ۴        | انتظار برای همیشه                                   | Freestyle Releasing                                                                     | جیمز کیچ (کارگردان)؛ ریچل بیلسون، تام استاریج، جمی کینگ، نیکی بلونسکی، اسکات مکلوویچ، بلایث دانر، Roz Ryan، ریچارد جنکینز | رمان                                        | [ ۳۳ ] |
| F E B R U A R Y | ۸        | فقط باهاش کنار بیا                                  | کلمبیا پیکچرز / هپی مدیسون پروداکشنز                                                    | دنیس داگن (کارگردان)؛ Allan Loeb, Tim Dowling (فیلمنامه‌نویس)؛ آدام سندلر، جنیفر آنیستون، نیکول کیدمن، بروکلین دکر، نیک اسواردسون، بیلی مدیسن، دیو متیوس | رمانتیک، کمدی                               | [ ۳۴ ] |
| F E B R U A R Y | ۱۱       | Carancho                                            | استودیو سینمایی والت دیزنی                                                              | پابلو تراپرو (کارگردان)؛ ریکاردو دارین، Martina Gusmán | Crime                                       | [ ۳۵ ] |
| F E B R U A R Y | ۱۱       | Carbon Nation                                       | Earth School Education Foundation                                                       | Peter Byck (کارگردان)؛ جیمز وولسی، ریچارد برانسون، Denis Hayes, Van Jones، لستر براون، Ralph Cavanagh, Box Fox، توماس فریدمن، Eban Goodstein, Gary Hirshberg, Sadhu Aufochs Johnston، آموری لووینز، Joel Makower, Edward Mazria، آرتور اچ روزنفلد                                                                          | مستند                                       | [ ۳۶ ] |
| F E B R U A R Y | ۱۱       | عقاب                                                | فوکس فیچرز / Film4 Productions                                                          | کوین مک‌دانلد (کارگردان) (کارگردان)؛ جرمی براک (فیلمنامه‌نویس)؛ چنینگ تیتوم، جیمی بل، دونالد ساترلند، مارک استرانگ، طاهر رحیم | تاریخی، درام                                | [ ۳۷ ] |
| F E B R U A R Y | ۱۱       | جاستین بیبر،هرگز نگو هرگز                           | پارامونت پیکچرز / اینسرژ پیکچرز / MTV Films                                             | جان ام. چو (کارگردان)؛ جاستین بیبر، مایلی سایرس، جیدن اسمیت، اسکوتر براون، Boyz II Men، شان کینگستون، لوداکریس، آشر، پتی مالت، Ryan Good, Jeremy Bieber, Shawn Stockman, Wanya Morris, Nathan Morris, Diane Dale, Bruce Dale, Martin Butler, Ryan Butler, Nathan McKay, Allison Kaye, Carin Morris                         |                                             | [ ۳۸ ] |
| F E B R U A R Y | ۱۱       | Mooz-lum                                            | CodeBlack لاینزگیت                                                                      | Qasim "Q" Basir (کارگردان)؛ دنی گلاور، نیا لانگ، ایوان راس، Roger Guenveur Smith |                                             | [ ۳۹ ] |
| F E B R U A R Y | ۱۴       | اداره تعدیل                                         | یونیورسال استودیوز / رسانه رایتس کاپیتال                                                | جرج نلفی (کارگردان/فیلمنامه‌نویس)؛ مت دیمون، امیلی بلانت، آنتونی مکی، ترنس استامپ، جان اسلتری، شهره آغداشلو، مایکل کلی (بازیگر آمریکایی)، آنتونی روئیویوار | Science Fiction، هیجان‌انگیز                 | [ ۴۰ ] |
| F E B R U A R Y | ۱۴       | کوریولانوس                                          | واینستین کمپانی                                                                         | رالف فاینز (کارگردان)؛ جان لوگان (فیلمنامه‌نویس)؛ رالف فاینز، جرارد باتلر، ونسا ردگریو، برایان کاکس، جسیکا چستین، جیمز نسبیت | Tragedy                                     | [ ۴۱ ] |
| F E B R U A R Y | ۱۴       | پل                                                  | یونیورسال استودیوز / ریلیتیویتی مدیا / ورکینگ تایتل فیلمز                               | گرگ موتلا (کارگردان)؛ نیک فراست، سایمون پگ (فیلمنامه‌نویس)؛ نیک فراست، سایمون پگ، ست روگن، بیل هیدر، کریستن ویگ، جیسون بیتمن، سیگورنی ویور، جین لینچ، جان کارول لینچ، جو لو ترولیو، دیوید کوچنر، بلایث دانر | Science Fiction، کمدی                       | [ ۴۲ ] |
| F E B R U A R Y | ۱۴       | رنگو                                                | پارامونت پیکچرز / نیکلودئون موویز / جی کی فیلمز                                         | گور وربینسکی (کارگردان)؛ جان لوگان (فیلمنامه‌نویس)؛ جانی دپ، آیلا فیشر، ابیگیل برسلین، ند بیتی، آلفرد مولینا، بیل نای، استیون روت، هری دین استنتون، ری وینستون، تیموتی اولفینت | انیمیشن، کمدی                               | [ ۴۳ ] |
| F E B R U A R Y | ۱۵       | جدایی نادر از سیمین                                 | سونی پیکچرز کلاسیکس                                                                     | اصغر فرهادی (کارگردان/فیلمنامه‌نویس)؛ لیلا حاتمی، پیمان معادی، شهاب حسینی، ساره بیات | درام                                        | [ ۴۴ ] |
| F E B R U A R Y | ۱۶       | ناشناس                                              | برادران وارنر / دارک کسل اینترتینمنت / استودیو بابلسبرگ                                 | ژاومه کویت-سرا (کارگردان)؛ Oliver Butcher, Stephen Cornwell, Karl Gajdusek (فیلمنامه‌نویس)؛ لیام نیسون، دیانه کروگر، جنیوری جونز، فرانک لانگلا، آیدان کوئین، برونو گانتس | اکشن                                        | [ ۴۵ ] |
| F E B R U A R Y | ۱۸       | مامان بزرگ،پسر کو ندارد نشان از پدر                 | فاکس قرن بیستم / ریجنسی انترتینمنت                                                      | جان وایتسل (کارگردان)؛ Matthew Fogel, Randi Mayem خواننده (فیلمنامه‌نویس)؛ مارتین لارنس، براندن تی. جکسون، جسیکا لوکاس، فایزون لاو، پورتیا دوبلدی، مایکله انگ | اکشن، کمدی                                  | [ ۴۶ ] |
| F E B R U A R Y | ۱۸       | من شماره چهار هستم                                  | تاچ‌استون پیکچرز / دریم‌ورکس / Reliance BIG Entertainment                                 | دی جی کاروسو (کارگردان)؛ آلفرد گاف، مایلز میلار (فیلمنامه‌نویس)؛ الکس پتیفر، تیموتی اولفینت، دیانا ایگران، ترزا پالمر، کوین دورند، جیک ایبل، کالان مک‌اولیف، جودیت هوگ، بو میرچف، امیلی ویکریشام، برایان هاو، Cody Johns | Science Fiction، هیجان‌انگیز، اکشن           | [ ۴۷ ] |
| F E B R U A R Y | ۲۵       | رانندگی جنون                                        | سامیت انترتینمنت / Millennium Films                                                     | پاتریک لوسیر (کارگردان/فیلمنامه‌نویس)؛ Todd Farmer (فیلمنامه‌نویس)؛ نیکلاس کیج، امبر هرد، دیوید مورس | فانتزی، اکشن                                | [ ۴۸ ] |
| F E B R U A R Y | ۲۵       | گذرگاه                                              | برادران وارنر / نیو لاین سینما                                                          | بابی فارلی، پیتر فارلی (کارگردانان/فیلمنامه‌نویسان)؛ اوون ویلسون، جیسون سودیکیس، جینا فیشر، کریستینا اپل‌گیت، آلیسا میلانو، جوی بیهار، استیون مرچنت، جی. بی اسموو، ریچارد جنکینز، الکساندرا داداریو | کمدی                                        | [ ۴۹ ] |
| M A R C H       | ۲        | امشب منو ببر خونه                                   | ریلیتیویتی مدیا / Rogue Pictures / ایمیج اینترتیمنت                                     | مایکل داوس (کارگردان)؛ Jackie Filgo, Jeff Filgo (فیلمنامه‌نویس)؛ توفر گریس، ترزا پالمر، آنا فاریس، مایکل بین، دن فوگلر، میشل تراکتنبرگ | کمدی                                        | [ ۵۰ ] |
| M A R C H       | ۴        | حیوان‌صفت                                            | سی‌بی‌اس فیلمز                                                                            | دانیل بارنز (کارگردان/فیلمنامه‌نویس)؛ الکس پتیفر، ونسا هاجنز، مری کیت اولسن، نیل پاتریک هریس، پیتر کراوزه، لیسا گی همیلتون | رمان، فانتزی، درام                          | [ ۵۱ ] |
| M A R C H       | ۷        | شنل‌قرمزی                                            | برادران وارنر                                                                           | کاترین هاردویک (کارگردان)؛ David Leslie Johnson (فیلمنامه‌نویس)؛ آماندا سایفرد، گری اولدمن، شایلو فرناندز، مکس آیرونز، بیلی برک، جولی کریستی، ویرجینیا مادسن، لوکاس هاس | رمان، ترسناک                                | [ ۵۲ ] |
| M A R C H       | ۸        | نبرد در لس‌آنجلس                                     | کلمبیا پیکچرز / ریلیتیویتی مدیا / اوریجینال فیلم                                        | جاناتان لیبسمن (کارگردان)؛ Christopher Bertolini (فیلمنامه‌نویس)؛ آرون اکهارت، میشل رودریگز، مایکل پنیا، بریجیت مویناهان، نی-یو، رامون رودریگز | Science fiction، اکشن                       | [ ۵۳ ] |
| M A R C H       | ۸        | نامحدود                                             | ریلیتیویتی مدیا / Rogue Pictures / Virgin Produced                                      | نیل برگر (کارگردان)؛ Leslie Dixon (فیلمنامه‌نویس)؛ بردلی کوپر، رابرت دنیرو، ابی کورنیش، آنا فریل، جانی ویتوورت | Science fiction، هیجان‌انگیز                 | [ ۵۴ ] |
| M A R C H       | ۹        | جین ایر                                             | فوکس فیچرز / بی‌بی‌سی فیلمز                                                               | کری فوکوناگا (کارگردان)؛ Moira Buffini (فیلمنامه‌نویس)؛ میا واشیکوفسکا، مایکل فاسبندر، جیمی بل، جودی دنچ، ایموجن پوتس، سالی هاوکینز، سایمن مک‌برنی | رمان، درام                                  | [ ۵۵ ] |
| M A R C H       | ۱۰       | وکیل لینکلن                                         | لاینزگیت فیلمز / لیک‌شور اینترتینمنت / Sidney Kimmel Entertainment                       | برد فرمن (کارگردان)؛ John Romano (فیلمنامه‌نویس)؛ متیو مک‌کانهی، رایان فیلیپ، مریسا تومی، جاش لوکاس، جان لگویزمائو، مایکل پنیا، برایان کرانستون، فرانسیس فیشر، ویلیام اچ میسی، تریس ادکینز | هیجان‌انگیز                                  | [ ۵۶ ] |
| M A R C H       | ۱۱       | مریخ به مامان‌ها نیاز دارد                           | والت دیزنی پیکچرز / ImageMovers Digital                                                 | سایمون ولز (کارگردان/فیلمنامه‌نویس)؛ Wendy Wells (فیلمنامه‌نویس)؛ ست گرین، الیزابت آرنوا، میندی استرلینگ، دن فوگلر، جون کیوسک، Seth Dusky | Science fiction، انیمیشن، ماجراجویی، Family | [ ۵۷ ] |
| M A R C H       | ۱۱       | کد منبع                                             | سامیت انترتینمنت / Vendôme Pictures                                                     | دانکن جونز (کارگردان)؛ Ben Ripley (فیلمنامه‌نویس)؛ جیک جیلنهال، میشل موناهن، ویرا فارمیگا، جفری رایت | Science fiction، هیجان‌انگیز                 | [ ۵۸ ] |
| M A R C H       | ۱۲       | Attack the Block                                    | اسکرین جمز / استودیوکانال / Film4 Productions / UK Film Council / Big Talk Pictures     | جو کرنیش (کارگردان/فیلمنامه‌نویس)؛ جان بویگا، Alex Esmail، فرانز درامه، Leeon Jones، نیک فراست | Science fiction، کمدی، ترسناک               | [ ۵۹ ] |
| M A R C H       | ۱۲       | Fightville                                          | MPI Media Group                                                                         | Petra Epperlein, Michael Tucker (کارگردانان) | مستند، ترسناک                               | [ ۶۰ ] |
| M A R C H       | ۱۳       | The Divide                                          | Anchor Bay Entertainment                                                                | ژاویر ژنس (کارگردان)؛ Karl Mueller, Eron Sheean (فیلمنامه‌نویس)؛ لورن جرمن، مایکل بین، میلو ونتیمیگلیا، کورتنی بی. ونس، Ivan Gonzalez، مایکل اکلند، Abbey Thickson، آشتون هولمز، رزانا آرکت | ترسناک                                      | [ ۶۱ ] |
| M A R C H       | ۱۳       | Kumaré                                              | Kino Lorber                                                                             | Vikram Gandhi (کارگردان)؛ Vikram Gandhi | مستند                                       | [ ۶۲ ] |
| M A R C H       | ۱۶       | سگ آبی                                              | سامیت انترتینمنت / آنونیموس کونتنت / رسانه پارتیکیپنت / Imagenation Abu Dhabi           | جودی فاستر (کارگردان)؛ کایل کیلن (فیلمنامه‌نویس)؛ مل گیبسون، جودی فاستر، آنتون یلچین، جنیفر لارنس، Riley Thomas Stewart | کمدی، درام                                  | [ ۶۳ ] |
| M A R C H       | ۱۶       | دیلن داگ،مرگ شب                                     | Freestyle Releasing                                                                     | کوین مونرو (کارگردان)؛ جاشوآ اوپنهایمر، توماس دین دانلی و جاشوا اوپنهایمر (فیلمنامه‌نویس)؛ برندان روث، تای دیگز، سم هانتیگتون، آنیتا بریم | ترسناک، کمدی                                | [ ۶۴ ] |
| M A R C H       | ۲۲       | ریو                                                 | انیمیشن فاکس قرن بیستم / بلو اسکای استودیو                                              | کارلوز سالدانیا (کارگردان)؛ Don Rhymer, Joshua Sternin, Jeffrey Ventimilia, Sam Harper (فیلمنامه‌نویس)؛ جسی آیزنبرگ، ان هتوی، جرج لوپز، تریسی مورگان، جامین کلمنت، لزلی من، ویل.آی.ام، جیمی فاکس، خودریگو سانتورو، جیک تی. آستین، Carlos Ponce, Bernando de Paula                                                           | انیمیشن، ماجراجویی، کمدی                    | [ ۶۵ ] |
| M A R C H       | ۲۵       | دفترچه خاطرات یک بی‌عرضه، حرف، حرف رودریکه           | فاکس قرن بیستم                                                                          | David Bowers (کارگردان)؛ Jeff Filgo, Jackie Filgo, Jeff Judah, Gabe Sachs (فیلمنامه‌نویس)؛ زکری گوردون، رابرت کپرون، راچل هاریس، دوون بوستیک، پیتون لیست (بازیگر زاده ۱۹۹۸)، استیو زان | کمدی                                        | [ ۶۶ ] |
| M A R C H       | ۲۵       | مشت ناگهانی                                         | برادران وارنر / لجندری پیکچرز                                                           | زک اسنایدر (کارگردان/فیلمنامه‌نویس)؛ Steve Shibuya (فیلمنامه‌نویس)؛ امیلی براونینگ، ابی کورنیش، جمی چانگ، جنا مالون، ونسا هاجنز، کارلا گوجینو، اسکات گلن، جان هم، اسکار آیزاک | اکشن، هیجان‌انگیز                            | [ ۶۷ ] |

### آوریل–ژوئن
| افتتاحیه  | افتتاحیه | عنوان                                       | استودیو                                                                | عوامل تولید | سبک | منبع    |
| --------- | -------- | ------------------------------------------- | ---------------------------------------------------------------------- | --- | --- | ------- |
| A P R I L | ۱        | هاپ                                         | یونیورسال استودیوز / ریلیتیویتی مدیا / ایلومینیشن اینترتینمنت          | تیم هیل (کارگردان) (کارگردان)؛ Cinco Paul, Ken Daurio, Brian Lynch (فیلمنامه‌نویس)؛ راسل برند، جیمز مارسدن، کیلی کوئوکو، الیزابت پرکینز، هانک آزاریا، گری کول، دیوید هسلهاف، چلسی هندلر، هیو لوری |     | [ ۶۸ ]  |
| A P R I L | ۷        | هانا                                        | فوکس فیچرز                                                             | جو رایت (کارگردان)؛ Seth Lochhead, David Farr (فیلمنامه‌نویس)؛ سورشا رونان، کیت بلانشت، اریک بانا، جیسون فلمینگ، اولیویا ویلیامز، تام هولندر |     | [ ۶۹ ]  |
| A P R I L | ۸        | آرتور                                       | برادران وارنر                                                          | جیسون وینر (کارگردان)؛ Peter Baynham (فیلمنامه‌نویس)؛ راسل برند، هلن میرن، جنیفر گارنر، لوئیس گازمن، گرتا گرویگ، نیک نولتی |     | [ ۷۰ ]  |
| A P R I L | ۸        | موج‌سوار                                     | ترای‌استار پیکچرز / فیلم‌دیستریکت / ماندالی پیکچرز                       | Sean McNamara (کارگردان)؛ Sean McNamara, Michael Berk, Douglas Schwartz (فیلمنامه‌نویس)؛ دنیس کواید، آناسوفیا راب، هلن هانت، کری آندروود |     | [ ۷۱ ]  |
| A P R I L | ۸        | والاحضرت                                    | یونیورسال استودیوز                                                     | دیوید گوردون گرین (کارگردان)؛ دنی مک‌براید، Ben Best (فیلمنامه‌نویس)؛ دنی مک‌براید، جیمز فرانکو، ناتالی پورتمن، زویی دشانل، جاستین ثرو، توبی جونز، دیمین لوئیس |     | [ ۷۲ ]  |
| A P R I L | ۱۱       | جیغ ۴                                       | دایمنشن فیلمز                                                          | وس کریون (کارگردان)؛ کوین ویلیامسون (فیلمنامه‌نویس)؛ نو کمبل، کورتنی کاکس، دیوید آرکت، اما رابرتس، هیدن پنیتیر |     | [ ۷۳ ]  |
| A P R I L | ۱۴       | 3D Sex and Zen,Extreme Ecstasy              | China Lion Entertainment                                               | Christopher Sun Lap Key (کارگردان)؛ هیرو هایاما، سائوری هارا، Leni Lan, Vonnie Lui, Yukiko Suo, Irene Chen |     | [ ۷۴ ]  |
| A P R I L | ۱۵       | Atlas Shrugged,Part I                       | Rocky Mountain Pictures                                                | پل جوهانسون (کارگردان)؛ Brian Patrick O'Toole (فیلمنامه‌نویس)؛ تیلور شیلینگ، گرانت باولر، متیو مارزدن، گراهام بکل، ادی گاتگی، جسو گارسیا، مایکل لانر |     | [ ۷۵ ]  |
| A P R I L | ۱۵       | سریع و خشمگین ۵                             | یونیورسال استودیوز / اوریجینال فیلم                                    | جاستین لین (کارگردان)؛ کریس مورگان (فیلمنامه‌نویس)؛ وین دیزل، پل واکر، جوردانا بروستر، ترسی گیبسون، لوداکریس، مت کلاوس، سانگ کانگ، دواین جانسون، ژواکیم دی آلمیدا |     | [ ۷۶ ]  |
| A P R I L | ۱۵       | ما یک پاپ داریم                             | آی‌اف‌سی فیلمز                                                           | نانی مورتی (کارگردان/فیلمنامه‌نویس)؛ Francesco Piccolo, Federica Pontremoli (فیلمنامه‌نویس)؛ میشل پیکولی، نانی مورتی |     | [ ۷۷ ]  |
| A P R I L | ۱۵       | وینی د پو                                   | والت دیزنی پیکچرز / والت دیزنی انیمیشن استودیو                         | Stephen J. Anderson, Don Hall (کارگردانان)؛ جیم کامینگز، تام کنی، کریگ فرگوسن، Travis Oates، باد لاکی، جان کلیز، هوول هاوسر، Jack Boulter، کریستن اندرسون-لوپز، Wyatt Dean Hall |     | [ ۷۸ ]  |
| A P R I L | ۱۷       | ثور                                         | پارامونت پیکچرز / مارول استودیوز                                       | کنت برانا (کارگردان)؛ مارک پروتوسویچ، زک استنتز، اشلی میلر، دن پاین (فیلمنامه‌نویس)؛ کریس همسورث، ناتالی پورتمن، تام هیدلستون، استلان اسکارشگورد، کلم فیور، ری استیونسون، ادریس البا، کت دنینگز، رنه روسو، آنتونی هاپکینز |     | [ ۷۹ ]  |
| A P R I L | ۲۲       | African Cats                                | Disneynature                                                           | Alastair Fothergill, Keith Scholey (کارگردانان)؛ ساموئل ال. جکسون |     | [ ۸۰ ]  |
| A P R I L | ۲۲       | Madea's Big Happy Family                    | لاینزگیت فیلمز / تایلر پری Studios                                     | تایلر پری (کارگردان/فیلمنامه‌نویس)؛ تایلر پری، لرتا دیواین، بو بو (خواننده رپ)، لورن لندن، عیسی مصطفی |     | [ ۸۱ ]  |
| A P R I L | ۲۲       | آب برای فیل‌ها                               | فاکس قرن بیستم                                                         | فرانسیس لارنس (کارگردان)؛ ریچارد لاگراونیس (فیلمنامه‌نویس)؛ رابرت پتینسون، ریس ویترسپون، کریستف والتس، هال هالبروک، کن فوری |     | [ ۸۲ ]  |
| A P R I L | ۲۳       | شنل‌قرمزی ۲                                  | واینستین کمپانی                                                        | Michael D'Isa-Hogan (کارگردان)؛ Cory Edwards, Todd Edwards, Tony Leech (فیلمنامه‌نویس)؛ گلن کلوز، چیچ مارین، تامی چونگ، هیدن پنیتیر، ایمی پولر، مارتین شورت، پاتریک واربرتون |     | [ ۸۳ ]  |
| A P R I L | ۲۸       | ساقدوش‌ها                                    | یونیورسال استودیوز / ریلیتیویتی مدیا                                   | پال فیگ (کارگردان)؛ انی مامولو، کریستن ویگ (فیلمنامه‌نویس)؛ کریستن ویگ، مایا رودولف، رز بیرن، ملیسا مک‌کارتی، وندی مک‌لندن کاوی، الی کمپر، مت لوکاس، کریس اودوود، ربل ویلسون |     | [ ۸۴ ]  |
| A P R I L | ۲۹       | Prom                                        | والت دیزنی پیکچرز                                                      | Joe Nussbaum (کارگردان)؛ Katie Wech (فیلمنامه‌نویس)؛ دانیل کمبل، ایمی تیگاردن، نیکولاس براون، Thomas McDonnell |     | [ ۸۵ ]  |
| M A Y     | ۲        | کیمیاگر تمام‌فلزی،ستاره مقدس میلوس           | Eleven Arts                                                            | Kazuya Murata (کارگردان)؛ Hiromu Arakawa, Yuichi Shinbo (فیلمنامه‌نویس)؛ رومی پاکو، Rie Kugimiya, Maaya Sakamoto, Toshiyuki Morikawa, Shinichiro Miki |     | [ ۸۶ ]  |
| M A Y     | ۶        | Jumping the Broom                           | ترای‌استار پیکچرز / Stage 6 Films                                       | Salim Akil (کارگردان)؛ Arlene Gibbs, Elizabeth Hunter (فیلمنامه‌نویس)؛ آنجلا باست، مایک اپس، پائولا پاتون، لاز آلونسو، مگان گود، لرتا دیواین |     | [ ۸۷ ]  |
| M A Y     | ۶        | Something Borrowed                          | برادران وارنر / الکان اینترتینمنت                                      | لوک گرینفیلد (کارگردان)؛ Jennie Snyder Urman (فیلمنامه‌نویس)؛ جنیفر گودوین، کیت هادسون، جان کرازینسکی، کالین اگلسفیلد، استیو هاوی |     | [ ۸۸ ]  |
| M A Y     | ۷        | دزدان دریایی کارائیب،سوار بر امواج ناشناخته | والت دیزنی پیکچرز / جری بروکهایمر                                      | راب مارشال (کارگردان)؛ تد الیوت (فیلم‌نامه‌نویس)، Terry Rossio (فیلمنامه‌نویس)؛ جانی دپ، جفری راش، ایان مک‌شین، پنه‌لوپه کروز، کوین مک‌نالی |     | [ ۸۹ ]  |
| M A Y     | ۱۱       | نیمه‌شب در پاریس                             | سونی پیکچرز کلاسیکس                                                    | وودی آلن (کارگردان/فیلمنامه‌نویس)؛ اوون ویلسون، ریچل مک‌آدامز، کتی بیتس، آدرین برودی، ماریون کوتیار، مایکل شین |     | [ ۹۰ ]  |
| M A Y     | ۱۲       | بی‌قرار                                      | سونی پیکچرز کلاسیکس / ایمیج اینترتیمنت                                 | گاس ون سنت (کارگردان)؛ میا واشیکوفسکا، Henry Hopper |     | [ ۹۱ ]  |
| M A Y     | ۱۲       | باید دربارهٔ کوین صحبت کنیم                  | Oscilloscope Laboratories                                              | لین رمزی (کارگردان/فیلمنامه‌نویس)؛ روری کینیار (فیلمنامه‌نویس)؛ تیلدا سوینتن، جان سی ریلی، ازرا میلر |     | [ ۹۲ ]  |
| M A Y     | ۱۳       | Miss Bala                                   | Canana Films / فاکس قرن بیستم                                          | Gerardo Naranjo (کارگردان/فیلمنامه‌نویس)؛ Mauricio Katz (فیلمنامه‌نویس)؛ استفانی سیگمن، Irene Azuela, Miguel Couturier, Gabriel Heads, Noe Hernandez، جیمز روسو، Jose Yenque |     | [ ۹۳ ]  |
| M A Y     | ۱۳       | کشیش                                        | اسکرین جمز                                                             | Scott Stewart (کارگردان)؛ Cory Goodman (فیلمنامه‌نویس)؛ پل بتانی، کم جیجاندت، لی‌لی کالینز، کارل اربن، مگی کیو، استیون مویر، کریستوفر پلامر، براد دوریف، میدشن ایمیک |     | [ ۹۴ ]  |
| M A Y     | ۱۴       | Departures                                  | Arrow Films                                                            | Ali Yasin Akarçeşme (کارگردان) |     | [ ۹۵ ]  |
| M A Y     | ۱۴       | پانویس                                      | سونی پیکچرز کلاسیکس                                                    | جوزف سدار (کارگردان/فیلمنامه‌نویس)؛ Shlomo Bar Aba، لیور اشکنازی |     | [ ۹۶ ]  |
| M A Y     | ۱۵       | آرتیست                                      | واینستین کمپانی                                                        | میشل آزاناویسوس (کارگردان/فیلمنامه‌نویس)؛ ژان دوژاردن، برنیس بژو، جان گودمن، جیمز کرامول |     | [ ۹۷ ]  |
| M A Y     | ۱۶       | درخت زندگی                                  | فاکس سرچلایت پیکچرز / پلن بی انترتینمنت                                | ترنس مالیک (کارگردان/فیلمنامه‌نویس)؛ برد پیت، شان پن، جسیکا چستین، Hunter McCracken, Laramie Eppler، تای شرایدن |     | [ ۹۸ ]  |
| M A Y     | ۱۶       | حالا کجا برویم                              | سونی پیکچرز کلاسیکس                                                    | نادین لبکی (کارگردان/فیلمنامه‌نویس)؛ Jihad Hojeily, Rodney Al Haddad, Thomas Bidegain (فیلمنامه‌نویس)؛ نادین لبکی، Leyla Fouad, Claude Msawbaa, Antoinette El-Noufaily |     | [ ۹۹ ]  |
| M A Y     | ۱۸       | مالیخولیا                                   | منگولیا پیکچرز                                                         | لارس فون تریه (کارگردان/فیلمنامه‌نویس)؛ کیرستن دانست، شارلوت گنزبور، کیفر ساترلند، الکساندر اسکارشگرد، جان هرت، اودو کیر |     | [ ۱۰۰ ] |
| M A Y     | ۱۹       | Oslo، ۳۱ اوتst                              | Strand Releasing                                                       | یواخیم تری‌یر (کارگردان/فیلمنامه‌نویس)؛ Eskil Vogt (فیلمنامه‌نویس)؛ آندرش دانیلسن لی |     | [ ۱۰۱ ] |
| M A Y     | ۱۹       | پوستی که در آن زندگی می‌کنم                  | سونی پیکچرز کلاسیکس                                                    | پدرو آلمودوار (کارگردان/فیلمنامه‌نویس)؛ آنتونیو باندراس، النا آنایا |     | [ ۱۰۲ ] |
| M A Y     | ۲۰       | رانندگی                                     | فیلم‌دیستریکت                                                           | نیکلاس ویندینگ رفن (کارگردان/فیلمنامه‌نویس)؛ حسین امینی (فیلمنامه‌نویس) (فیلمنامه‌نویس)؛ رایان گاسلینگ، کری مولیگان، برایان کرانستون، ران پرلمن، آلبرت بروکس، کریستینا هندریکس، اسکار آیزاک |     | [ ۱۰۳ ] |
| M A Y     | ۲۰       | این فیلم نیست                               | Palisades Tartan Films                                                 | جعفر پناهی، مجتبی میرطهماسب (کارگردانان) |     | [ ۱۰۴ ] |
| M A Y     | ۲۱       | روزی روزگاری در آناتولی                     | The Cinema Guild                                                       | نوری بیلگه جیلان (کارگردان)؛ Ercan Kesel، ابرو جیلان، N.B. Ceylan (فیلمنامه‌نویس)؛ محمد اوزونر، یلماز اردوغان، تانر بیرسل |     | [ ۱۰۵ ] |
| M A Y     | ۲۲       | پاندای کونگ‌فوکار ۲                          | پارامونت پیکچرز / دریم‌ورکس انیمیشن                                     | جنیفر یو نلسون (کارگردان)؛ جاناتان ایبل و گلن برگر، جاناتان ایبل و گلن برگر (فیلمنامه‌نویس)؛ جک بلک، آنجلینا جولی، گری اولدمن، داستین هافمن، جکی چان، ست روگن، لوسی لیو، دیوید کراس، جیمز هنگ، میشل یئو، دنی مک‌براید، دنیس هیزبرت، ژان کلود ون دام، ویکتور گاربر                                                                                        |     | [ ۱۰۶ ] |
| M A Y     | ۲۵       | مردان ایکس،کلاس اول                         | فاکس قرن بیستم / مارول انترتینمنت                                      | متیو وان (کارگردان/فیلمنامه‌نویس)؛ اشلی میلر، زک استنتز، جین گولدمن (فیلمنامه‌نویس)؛ جنیفر لارنس، جیمز مک‌آووی، مایکل فاسبندر، کوین بیکن، رز بیرن، جنیوری جونز، جیسون فلمینگ، اولیور پلات |     | [ ۱۰۷ ] |
| M A Y     | ۲۶       | خماری،قسمت دوم                              | برادران وارنر / لجندری پیکچرز / تاد فلیپس                              | تاد فلیپس (کارگردان/فیلمنامه‌نویس)؛ Scot Armstrong، کریگ مازن (فیلمنامه‌نویس)؛ بردلی کوپر، اد هلمز، زک گالیفیناکیس، جاستین بارتا، جفری تامبر، کن جیونگ، مایک تایسون، برایان کالن، پل جیاماتی، جمی چانگ، نیک کاساوتیس |     | [ ۱۰۸ ] |
| J U N E   | ۳        | The Lion of Judah                           | انیمیشن Family Films                                                   | Deryck Broom, Roger Hawkins (کارگردانان)؛ Brent Dawes (فیلمنامه‌نویس)؛ مایکل مدسن، ارنست بورگناین، اسکات ایستوود، Vic Mignogna |     | [ ۱۰۹ ] |
| J U N E   | ۴        | Judy Moody and the Not Bummer Summer        | ریلیتیویتی مدیا / Smokewood Entertainment                              | John Schultz (کارگردان)؛ Kathy Waugh، مگان مک‌دونالد (فیلمنامه‌نویس)؛ Jordana Beatty، هدر گراهام، Parris Mosteller |     | [ ۱۱۰ ] |
| J U N E   | ۹        | سوپر هشت                                    | پارامونت پیکچرز / امبلین اینترتینمنت / بد روبات                        | جی. جی. آبرامز (کارگردان/فیلمنامه‌نویس)؛ جوئل کورتنی، ال فانینگ، کایل چندلر، Riley Griffiths، رایان لی، ران الدارد |     | [ ۱۱۱ ] |
| J U N E   | ۱۱       | Jiro Dreams of Sushi                        | منگولیا پیکچرز                                                         | David Gelb (کارگردان) |     | [ ۱۱۲ ] |
| J U N E   | ۱۶       | اسمورف‌ها                                    | کلمبیا پیکچرز / سونی پیکچرز انیمیشن / The Kerner Entertainment Company | راجا گاسنل (کارگردان)؛ J. David Stem, David N. Weiss, Jay Scherick, David Ronn (فیلمنامه‌نویس)؛ نیل پاتریک هریس، جیما مایز، سوفیا ورگارا، هانک آزاریا، تیم گان، جاناتان وینترز، کیتی پری، الن کامینگ، جرج لوپز، آنتون یلچین، فرد ارمیسن، جان کسیر، پل روبنز، جان اولیور، کینن تامسون، بی جی نواک، جف فاکسوورثی، Wolfgang Puck، گری باسارابا، فرانک ولکر |     | [ ۱۱۳ ] |
| J U N E   | ۱۷       | معلم بد                                     | کلمبیا پیکچرز / Mosaic Media Group                                     | جیک کاسدان (کارگردان)؛ Lee Eisenberg, Gene Stupnitsky (فیلمنامه‌نویس)؛ کامرون دیاز، جیسون سیگل، جاستین تیمبرلیک، لوسی پانچ، جان مایکل هیگینز، فیلیس اسمیت، توماس لنون، اریک استون استریت |     | [ ۱۱۴ ] |
| J U N E   | ۱۷       | گرین لانترن                                 | برادران وارنر / دی‌سی کامیکس                                            | مارتین کمپل (کارگردان)؛ گرگ برلانتی، مایکل گرین، مارک گوگنهایم، مایکل گلدنبرگ (فیلمنامه‌نویس)؛ رایان رینولدز، بلیک لایولی، پیتر سارسگارد، مارک استرانگ، تیم رابینز، جفری راش، آنجلا باست، تمورا موریسون، مایکل کلارک دانکن |     | [ ۱۱۵ ] |
| J U N E   | ۱۷       | پنگوئن‌های آقای پاپر                         | فاکس قرن بیستم / رت‌پک انترتینمنت / Davis Entertainment                 | مارک واترز (کارگردان) (کارگردان)؛ شان آندرس، جان موریس (فیلمنامه‌نویس)؛ جیم کری، کارلا گوجینو، آنجلا لنسبوری، مادلین کارول، کلارک گرگ |     | [ ۱۱۶ ] |
| J U N E   | ۱۸       | ماشین‌ها ۲                                   | والت دیزنی پیکچرز / پیکسار                                             | جان لستر، Brad Lewis (کارگردانان)؛ Ben Queen (فیلمنامه‌نویس)؛ اوون ویلسون، لری د کیبل گای، مایکل کین، امیلی مورتیمر، جیسون آیزکس، ادی ایزارد، جان تورتورو |     | [ ۱۱۷ ] |
| J U N E   | ۲۳       | تبدیل‌شوندگان،نیمه تاریک ماه                 | پارامونت پیکچرز / Hasbro                                               | مایکل بی (کارگردان)؛ ایرن کروگر (فیلمنامه‌نویس)؛ شایا لباف، جاش دوهامل، جان تورتورو، ترسی گیبسون، رزی هانتینگتون وایتلی، پاتریک دمپسی، کوین دان، جولی وایت، کن جیونگ، جان مالکوویچ، فرانسیس مک‌دورمند |     | [ ۱۱۸ ] |
| J U N E   | ۲۴       | یک زندگی بهتر                               | سامیت انترتینمنت                                                       | کریس وایتز (کارگردان)؛ دمیان بیچیر، José Julián |     | [ ۱۱۹ ] |
| J U N E   | ۲۴       | Bol                                         | Shoman Productions                                                     | شعیب منصور (کارگردان)؛ Manzar Sehbai, Shafqat Cheema, Humaima Malik، ماهره خان، عاطف اسلم، Iman Ali, Zaib Rehman, Mahnoor Khan, Meher Sagar, Amr Kashmiri, Irfan Khoosat |     | [ ۱۲۰ ] |
| J U N E   | ۲۷       | لری کراون                                   | یونیورسال استودیوز                                                     | تام هنکس (کارگردان/فیلمنامه‌نویس)؛ نیا واردالوس (فیلمنامه‌نویس)؛ تام هنکس، جولیا رابرتس، تراجی پی. هنسون، سدریک اینترتینر، جرج تاکی، ریتا ویلسون، برایان کرانستون |     | [ ۱۲۱ ] |
| J U N E   | ۳۰       | رئیس‌های وحشتناک                             | برادران وارنر / نیو لاین سینما                                         | ست گوردون (کارگردان)؛ Michael Markowitz، جان فرانسیس دالی، جاناتان گلداستاین (فیلمنامه‌نویس)؛ جیسون بیتمن، چارلی دی، جیسون سودیکیس، جیمی فاکس، جنیفر آنیستون، کوین اسپیسی، کالین فارل، دونالد ساترلند، جولی بوون |     | [ ۱۲۲ ] |

### ژوئیه–سپتامبر
| افتتاحیه          | افتتاحیه | عنوان                                                    | استودیو | عوامل تولید | سبک | منبع    |
| ----------------- | -------- | -------------------------------------------------------- | --- | --- | --- | ------- |
| J U L Y           | ۱        | مونته کارلو                                              | فاکس قرن بیستم / ریجنسی انترتینمنت                                                                            | Tom Bezucha (کارگردان)؛ Tom Bezucha, Maria Maggenti, April Blair (فیلمنامه‌نویس)؛ سلنا گومز، لیتون میستر، کیتی کسیدی، کوری مونتیه، اندی مک‌داول |     | [ ۱۲۳ ] |
| J U L Y           | ۴        | Collaborator                                             | جشنواره فیلم ترایبکا                                                                                          | مارتین دونوان (کارگردان/فیلمنامه‌نویس)؛ مارتین دونوان، دیوید مورس، اولیویا ویلیامز، کاترین هلموند |     | [ ۱۲۴ ] |
| J U L Y           | ۶        | Septien                                                  | آی‌اف‌سی فیلمز                                                                                                  | Michael Tully (کارگردان)؛ Michael Tully, Onur Tukel, Robert Longstreet، ریچل کورین |     | [ ۱۲۵ ] |
| J U L Y           | ۶        | Rapt                                                     | انترتینمنت وان فیلمز                                                                                          | لوکاس بلوایوکس (کارگردان)؛ ایوان آتال |     | [ ۱۲۶ ] |
| J U L Y           | ۷        | هری پاتر و یادگاران مرگ - قسمت دوم                       | برادران وارنر / هی‌دی فیلمز                                                                                    | دیوید ییتس (کارگردان)؛ استیو کلاوز (فیلمنامه‌نویس)؛ دنیل ردکلیف، روپرت گرینت، اما واتسون |     | [ ۱۲۷ ] |
| J U L Y           | ۸        | Beats, Rhymes & Life,The Travels of A Tribe Called Quest | سونی پیکچرز کلاسیکس                                                                                           | مایکل راپاپورت (کارگردان)؛ A Tribe Called Quest |     | [ ۱۲۸ ] |
| J U L Y           | ۸        | Project Nim                                              | رودساید اترکشنز                                                                                               | جیمز مارش (کارگردان)؛ Bob Angelini, Bern Cohen, Renne Falitz, Bob Ingersoll |     | [ ۱۲۹ ] |
| J U L Y           | ۸        | نگهبان باغ‌وحش                                            | کلمبیا پیکچرز / مترو گلدوین مایر                                                                              | فرانک کوراکی (کارگردان)؛ نیک باکای، کوین جیمز، Rock Reuben, Jay Sherick, David Ronn (فیلمنامه‌نویس)؛ کوین جیمز، رزاریو داوسون، لسلی بیب |     | [ ۱۳۰ ] |
| J U L Y           | ۱۹       | کاپیتان آمریکا،نخستین انتقام‌جو                           | پارامونت پیکچرز / مارول استودیوز                                                                              | جو جانستون (کارگردان)؛ کریستوفر مارکوس و استیون مک‌فیلی، کریستوفر مارکوس و استیون مک‌فیلی (فیلمنامه‌نویس)؛ کریس ایوانز، تامی لی جونز، هوگو ویوینگ، هایلی اتول، سباستین استن، دومینیک کوپر، نیال مک‌دوناف، درک لوک، استنلی توچی                                                          |     | [ ۱۳۱ ] |
| J U L Y           | ۲۲       | دوستی برای سکس (فیلم ۲۰۰۱)                               | اسکرین جمز | ویل گلوک (کارگردان/فیلمنامه‌نویس)؛ Harley Peyton, Keith Merryman, David A. Newman (فیلمنامه‌نویس)؛ جاستین تیمبرلیک، میلا کونیس، وودی هارلسون، پاتریشا کلارکسون، ریچارد جنکینز، برایان گرینبرگ، جنا الفمن                                                                              |     | [ ۱۳۲ ] |
| J U L Y           | ۲۳       | کابوی‌ها و بیگانگان                                       | یونیورسال استودیوز / پارامونت پیکچرز / دریم‌ورکس / Reliance Entertainment / ریلیتیویتی مدیا / ایمیج اینترتیمنت | جان فاورو (کارگردان)؛ روبرتو ارسی، الکس کورتزمن، دیمون لیندلوف، مارک فرگوس و هاوک اوتسبی، مارک فرگوس و هاوک اوتسبی (فیلمنامه‌نویس)؛ دنیل کریگ، هریسون فورد، اولیویا وایلد |     | [ ۱۳۳ ] |
| J U L Y           | ۲۷       | کلمبیانا                                                 | ترای‌استار پیکچرز / Stage 6 Films                                                                              | الیویر مگاتن (کارگردان)؛ لوک بسون، رابرت مارک کامن (فیلمنامه‌نویس)؛ زویی سالدانا، میشل وارتان، کلیف کرتیس، لنی جیمز، جوردی مویا |     | [ ۱۳۴ ] |
| J U L Y           | ۲۹       | دیوانه‌وار، احمقانه، عشق.                                 | برادران وارنر                                                                                                 | جان ریکوآ، گلن فیکارا (کارگردانان)؛ Dan Fogelman (فیلمنامه‌نویس)؛ استیو کارل، جولیان مور، رایان گاسلینگ، آنالی تیپتن، اما استون، مریسا تومی، کوین بیکن، جان کارول لینچ، جونا بوبو، جاش گروبن، لایزا لاپیرا، جوئی کینگ                                                                |     | [ ۱۳۵ ] |
| A U G U S T       | ۴        | مقصد نهایی ۵                                             | برادران وارنر / نیو لاین سینما                                                                                | Steven Quale (کارگردان)؛ اریک هیزرر (فیلمنامه‌نویس)؛ نیکولاس دی آگستو، اما بل، مایلز فیشر، آرلن اسکارپتا، دیوید کوچنر، تونی تاد |     | [ ۱۳۶ ] |
| A U G U S T       | ۵        | تغییر کردن                                               | یونیورسال استودیوز / ریلیتیویتی مدیا                                                                          | دیوید دابکین (کارگردان) (کارگردان)؛ جاون لوکاس، اسکات مور (فیلمنامه‌نویس)؛ رایان رینولدز، جیسون بیتمن |     | [ ۱۳۷ ] |
| A U G U S T       | ۵        | ظهور سیاره میمون‌ها                                       | فاکس قرن بیستم / رت‌پک انترتینمنت / چرنین انترتینمنت                                                           | روپرت وایت (کارگردان)؛ Rick Jaffa and Amanda Silver (فیلمنامه‌نویس)؛ جیمز فرانکو، فریدا پینتو، جان لیسگو، برایان کاکس، تام فلتون، اندی سرکیس |     | [ ۱۳۸ ] |
| A U G U S T       | ۶        | Glee,The 3D Concert Movie                                | فاکس قرن بیستم                                                                                                | Kevin Tancharoen (کارگردان)؛ دیانا ایگران، کریس کولفر، دارن کریس، کوین مک‌هیل، لی میشل، کوری مونتیه، هثر موریس، امبر رایلی، نایا ریورا، مارک سالینگ، جنا اوشکوویتس، هری شام جونیور، کورد اوراستریت، اشلی فینک                                                                        |     | [ ۱۳۹ ] |
| A U G U S T       | ۸        | آقای لازار                                               | Music Box Films                                                                                               | فیلیپه فالاردیو (کارگردان/فیلمنامه‌نویس)؛ محمد فلاق، سوفی نیلیس، Emilien Neron, Danielle Proulx, Brigitte Poupart |     | [ ۱۴۰ ] |
| A U G U S T       | ۸        | یک روز                                                   | فوکس فیچرز / Random House Films / Film4 Productions                                                           | لونه شرفیگ (کارگردان)؛ دیوید نیکولز (فیلمنامه‌نویس)؛ ان هتوی، جیم استرجس، پاتریشا کلارکسون، ریف اسپال، کن استات، رامالا گری |     | [ ۱۴۱ ] |
| A U G U S T       | ۹        | خدمتکاران                                                | تاچ‌استون پیکچرز / دریم‌ورکس / Reliance Entertainment / رسانه پارتیکیپنت / Imagenation Abu Dhabi                | تیت تیلور (کارگردان/فیلمنامه‌نویس)؛ اما استون، وایولا دیویس، اکتاویا اسپنسر، جسیکا چستین، برایس دالاس هاوارد، الیسون جنی |     | [ ۱۴۲ ] |
| A U G U S T       | ۱۱       | کونان بربر                                               | لاینزگیت فیلمز / Millennium Films / Paradox Entertainment                                                     | مارکوس نیسپل (کارگردان)؛ توماس دین دانلی و جاشوا اوپنهایمر، جاشوآ اوپنهایمر، شان هود (فیلمنامه‌نویس)؛ جیسون موموآ، ریچل نیکولز، استیون لانگ، رز مک‌گوآن، سعید تغماوی، لئو هاوارد، باب ساپ، ران پرلمن                                                                                  |     | [ ۱۴۳ ] |
| A U G U S T       | ۱۲       | ۳۰ دقیقه یا کمتر                                         | کلمبیا پیکچرز / رسانه رایتس کاپیتال                                                                           | روبن فلیشر (کارگردان)؛ Michael Diliberti, Matthew Sullivan (فیلمنامه‌نویس)؛ جسی آیزنبرگ، عزیز انصاری، دنی مک‌براید، نیک اسواردسون |     | [ ۱۴۴ ] |
| A U G U S T       | ۱۴       | شب وحشت                                                  | تاچ‌استون پیکچرز / دریم‌ورکس / Reliance Entertainment                                                           | کریگ گیلسپی (کارگردان)؛ مارتی نوکسون (فیلمنامه‌نویس)؛ آنتون یلچین، کالین فارل، کریستوفر مینتس-پلس، دیوید تننت، ایموجن پوتس، تونی کولت |     | [ ۱۴۵ ] |
| A U G U S T       | ۱۷       | The Inbetweeners Movie                                   | Film4 Productions                                                                                             | Ben Palmer (کارگردان)؛ Damon Beesley, Iain Morris (فیلمنامه‌نویس)؛ Simon Bird, James Buckley, بلیک هریسون، جو توماس (بازیگر) |     |         |
| A U G U S T       | ۱۹       | بچه‌های جاسوس،همه زمان در جهان                            | دایمنشن فیلمز / Troublemaker Studios                                                                          | رابرت رودریگز (کارگردان/فیلمنامه‌نویس)؛ جسیکا آلبا، جوئل مک‌هال، الکسا وگا، داریل سابارا، روآن بلانشارد، میسون کوک، ریکی جرویز، جرمی پیون |     | [ ۱۴۶ ] |
| A U G U S T       | ۲۳       | آدم‌ربایی                                                 | لاینزگیت فیلمز                                                                                                | جان سینگلتون (کارگردان)؛ شان کریستنسن، Jeffrey Nachmanoff (فیلمنامه‌نویس)؛ تیلور لاتنر، لی‌لی کالینز، آلفرد مولینا، جیسون آیزکس، ماریا بلو، سیگورنی ویور، مایکل نیکویست، دنزل ویتاکر                                                                                                  |     | [ ۱۴۷ ] |
| A U G U S T       | ۲۶       | شجاع                                                     | ترای‌استار پیکچرز                                                                                              | الکس کندریک (کارگردان/فیلمنامه‌نویس)؛ Stephen Kendrick (فیلمنامه‌نویس)؛ الکس کندریک، کوین داونز، Ken Bevel, Ben Davies, Matt Hardwick |     | [ ۱۴۸ ] |
| A U G U S T       | ۲۶       | Headhunters                                              | منگولیا پیکچرز                                                                                                | مورتن تیلدام (کارگردان)؛ Lars Gudmestad، یو نسبو، Ulf Ryberg (فیلمنامه‌نویس)؛ اکسل هنی، Synnøve Macody Lund، نیکولای کاستر-والدو |     | [ ۱۴۹ ] |
| A U G U S T       | ۳۱       | نیمه ماه مارس                                            | کلمبیا پیکچرز / کراس کریک پیکچرز                                                                              | جرج کلونی (کارگردان/فیلمنامه‌نویس)؛ گرانت هسلو، بو ویلیمن (فیلمنامه‌نویس)؛ رایان گاسلینگ، جرج کلونی، فیلیپ سیمور هافمن، پل جیاماتی، مریسا تومی، ایوان ریچل وود، جفری رایت |     | [ ۱۵۰ ] |
| S E P T E M B E R | ۱        | کشتار                                                    | سونی پیکچرز کلاسیکس                                                                                           | رومن پولانسکی (کارگردان/فیلمنامه‌نویس)؛ یاسمینا رضا (فیلمنامه‌نویس)؛ جان سی ریلی، جودی فاستر، کریستف والتس، کیت وینسلت |     | [ ۱۵۱ ] |
| S E P T E M B E R | ۱        | سه تفنگدار                                               | سامیت انترتینمنت / Constantin Film                                                                            | پل دبلیو. اس. اندرسون (کارگردان)؛ اندرو دیویس، Alex Litvalk (فیلمنامه‌نویس)؛ متیو مک‌فادین، لوگان لرمن، ری استیونسون، لوک ایوانز، میلا یوویچ، اورلاندو بلوم، کریستف والتس |     | [ ۱۵۲ ] |
| S E P T E M B E R | ۱        | دابلیو.ئی.                                               | واینستین کمپانی                                                                                               | مدونا (کارگردان/فیلمنامه‌نویس)؛ آلک کشیشیان (فیلمنامه‌نویس)؛ ابی کورنیش، اسکار آیزاک، جیمز دارسی، آندره‌آ ریسبرو |     | [ ۱۵۳ ] |
| S E P T E M B E R | ۲        | آلبرت نابز                                               | لاینزگیت فیلمز / رودساید اترکشنز                                                                              | رودریگو گارسیا (کارگردان) (کارگردان)؛ گلن کلوز (فیلمنامه‌نویس)؛ گلن کلوز، میا واشیکوفسکا، آرون تایلر-جانسون، برندن گلیسون، جانت مک‌تیر، جاناتان ریس میرز، پائولین کولینز، برندا فریکر                                                                                                 |     | [ ۱۵۴ ] |
| S E P T E M B E R | ۲        | آپولو ۱۸ (فیلم)                                          | دایمنشن فیلمز                                                                                                 | گونسالو لوپس-گایگو (کارگردان)؛ Brian Miller (فیلمنامه‌نویس) |     | [ ۱۵۵ ] |
| S E P T E M B E R | ۲        | یک روش خطرناک                                            | سونی پیکچرز کلاسیکس                                                                                           | دیوید کراننبرگ (کارگردان)؛ کریستوفر همپتون (فیلمنامه‌نویس)؛ کیرا نایتلی، ویگو مورتنسن، مایکل فاسبندر، ونسان کسل |     | [ ۱۵۶ ] |
| S E P T E M B E R | ۲        | Seven Days in Utopia                                     | Utopia Films                                                                                                  | Matt Russell (کارگردان/فیلمنامه‌نویس)؛ David L. Cook, Rob Levine, Sandra Thrift (فیلمنامه‌نویس)؛ لوکاس بلک، رابرت دووال، ملیسا لیو |     | [ ۱۵۷ ] |
| S E P T E M B E R | ۲        | کوسه شب (۲۰۱۱)                                           | ریلیتیویتی مدیا / Rogue Pictures                                                                              | دیوید آر الیس (کارگردان)؛ Jesse Studenberg, Will Hayes (فیلمنامه‌نویس)؛ سارا پکستون، داستین میلیگان، کریس کارمک، کاترین مک‌فی، دانل لوگ، جاشوآ لنرد، ژول دیوید مور |     | [ ۱۵۸ ] |
| S E P T E M B E R | ۳        | شیوع                                                     | برادران وارنر / رسانه پارتیکیپنت / Imagenation Abu Dhabi                                                      | استیون سودربرگ (کارگردان)؛ اسکات زد. برنس (فیلمنامه‌نویس)؛ ماریون کوتیار، مت دیمون، لارنس فیشبرن، جود لا، گوئینت پالترو، کیت وینسلت |     | [ ۱۵۹ ] |
| S E P T E M B E R | ۴        | شرم                                                      | فاکس سرچلایت پیکچرز                                                                                           | استیو مک‌کوئین (کارگردان) (کارگردان)؛ ابی مورگان، استیو مک‌کوئین (فیلمنامه‌نویس)؛ مایکل فاسبندر، کری مولیگان |     | [ ۱۶۰ ] |
| S E P T E M B E R | ۵        | بندزن خیاط سرباز جاسوس                                   | فوکس فیچرز / استودیوکانال / ورکینگ تایتل فیلمز                                                                | توماس آلفردسن (کارگردان)؛ Bridget O'Connor, Peter Straughan (فیلمنامه‌نویس)؛ گری اولدمن، کالین فرث، تام هاردی، جان هرت، توبی جونز، مارک استرانگ، کیران هایندز، بندیکت کامبربچ |     | [ ۱۶۱ ] |
| S E P T E M B E R | ۶        | بی‌نام                                                    | کلمبیا پیکچرز / ریلیتیویتی مدیا                                                                               | رولاند امریش (کارگردان)؛ جان اورلوف (فیلمنامه‌نویس)؛ ریس ایفانز، ونسا ردگریو، جولی ریچاردسون، دیوید تیولیس، خاویر ساموئل، سباستین ارمستو، ریف اسپال، ادوارد هاگ، جیمی باور، درک جاکوبی                                                                                               |     | [ ۱۶۲ ] |
| S E P T E M B E R | ۶        | First Position                                           | آی‌اف‌سی فیلمز                                                                                                  | Bess Kargman (کارگردان) |     | [ ۱۶۳ ] |
| S E P T E M B E R | ۶        | پولاد ناب                                                | تاچ‌استون پیکچرز / دریم‌ورکس / Reliance Entertainment                                                           | شاون لوی (کارگردان)؛ جان گاتینز (فیلمنامه‌نویس)؛ هیو جکمن، کوین دورند، اوانجلین لیلی، آنتونی مکی، داکوتا گویو |     | [ ۱۶۴ ] |
| S E P T E M B E R | ۶        | Surviving Progress                                       | First Run Features                                                                                            | Mathieu Roy, Harold Crooks (کارگردان/فیلمنامه‌نویس) |     | [ ۱۶۵ ] |
| S E P T E M B E R | ۶        | این والس از آن تو                                        | منگولیا پیکچرز                                                                                                | سارا پلی (کارگردان/فیلمنامه‌نویس)؛ ست روگن، میشل ویلیامز، سارا سیلورمن، لوک کیربی |     | [ ۱۶۶ ] |
| S E P T E M B E R | ۶        | The Woman in the Fifth                                   | ATO Pictures                                                                                                  | پاوو پاولیکوفسکی (کارگردان/فیلمنامه‌نویس)؛ ایثن هاک، کریستین اسکات توماس |     | [ ۱۶۷ ] |
| S E P T E M B E R | ۶        | خواهر خواهر شما                                          | آی‌اف‌سی فیلمز                                                                                                  | لین شلتون (کارگردان/فیلمنامه‌نویس)؛ امیلی بلانت، رزمری دویت، مارک دوپلاس |     | [ ۱۶۸ ] |
| S E P T E M B E R | ۸        | جوی قاتل                                                 | LD Distribution                                                                                               | ویلیام فریدکین (کارگردان)؛ تریسی لتس (فیلمنامه‌نویس)؛ متیو مک‌کانهی، امیل هرش، جونو تیمپل، توماس هیدن چرچ، جینا گرشان |     | [ ۱۶۹ ] |
| S E P T E M B E R | ۸        | یورش:رستگاری                                             | سونی پیکچرز کلاسیکس                                                                                           | گارث اونس (کارگردان/فیلمنامه‌نویس)؛ ایکو اویس، Doni Alamsyah، جو تسلیم، یایان روهیان، Ray Sahetapy |     | [ ۱۷۰ ] |
| S E P T E M B E R | ۹        | باکی لارسون، ستاره مادرزاد                               | کلمبیا پیکچرز / هپی مدیسون پروداکشنز                                                                          | تام بریدی (کارگردان) (کارگردان)؛ آدام سندلر، آلن کاورت، نیک اسواردسون (فیلمنامه‌نویس)؛ نیک اسواردسون، کریستینا ریچی، استیون درف، دان جانسون |     | [ ۱۷۱ ] |
| S E P T E M B E R | ۹        | دوستان همراه کودکان (فیلم)                               | لاینزگیت فیلمز / رودساید اترکشنز                                                                              | جنیفر وستفلت (کارگردان/فیلمنامه‌نویس)؛ آدام اسکات، جنیفر وستفلت، جان هم، کریستن ویگ، مایا رودولف، کریس اودوود، مگان فاکس، ادوارد برنز |     | [ ۱۷۲ ] |
| S E P T E M B E R | ۹        | مانیبال                                                  | کلمبیا پیکچرز / پلن بی انترتینمنت                                                                             | بنت میلر (کارگردان)؛ آرون سورکین، استیون زایلیان (فیلمنامه‌نویس)؛ برد پیت، جونا هیل، رابین رایت، فیلیپ سیمور هافمن، Stephen Bishop، کاترین موریس، کریس پرت |     | [ ۱۷۳ ] |
| S E P T E M B E R | ۹        | مبارز                                                    | لاینزگیت فیلمز                                                                                                | گاوین اوکانر (کارگردان/فیلمنامه‌نویس)؛ Anthony Tambakis, Cliff Dorfman (فیلمنامه‌نویس)؛ جوئل اجرتون، تام هاردی، جنیفر موریسون، نیک نولتی، فرانک گریلو، کرت انگل |     | [ ۱۷۴ ] |
| S E P T E M B E R | ۱۰       | Comic-Con Episode IV,A Fan's Hope                        | Wrekin Hill Entertainment                                                                                     | مورگان اسپرلاک (کارگردان/فیلمنامه‌نویس)؛ Jeremy Chilnick (فیلمنامه‌نویس)؛ Skip Harvey, Eric Henson, Chuck Rozanski, James Darling, Se Young Kang |     | [ ۱۷۵ ] |
| S E P T E M B E R | ۱۰       | Damsels in Distress                                      | سونی پیکچرز کلاسیکس                                                                                           | ویت استیلمن (کارگردان/فیلمنامه‌نویس)؛ گرتا گرویگ، آدام برودی، آنالی تیپتن، مگالین اچیکاوکی، Carrie MacLemore، هوگو بکر، Ryan Metcalf |     | [ ۱۷۶ ] |
| S E P T E M B E R | ۱۰       | زادگان                                                   | فاکس سرچلایت پیکچرز                                                                                           | الکساندر پین (کارگردان/فیلمنامه‌نویس)؛ نت فکسون، جیم رش (فیلمنامه‌نویس)؛ جرج کلونی، شیلین وودلی، بو بریجز، جودی گریر، متیو لیلارد، رابرت فورستر |     | [ ۱۷۷ ] |
| S E P T E M B E R | ۱۰       | Goon                                                     | Magnet Releasing                                                                                              | مایکل داوس (کارگردان)؛ جی باروشل، اوان گلدبرگ (فیلمنامه‌نویس)؛ شان ویلیام اسکات، جی باروشل، لیو شرایبر، الیسون پیل، مارک-آندره گروندین |     | [ ۱۷۸ ] |
| S E P T E M B E R | ۱۰       | نخبگان قاتل                                              | اوپن رود فیلمز                                                                                                | گری مکندری (کارگردان/فیلمنامه‌نویس)؛ Matt Sherring (فیلمنامه‌نویس)؛ کلایو اوون، جیسون استاتهام، رابرت دنیرو، دامینیک پرسل، ایوان استراهاوسکی، آدواله آکینویه آگباجه |     | [ ۱۷۹ ] |
| S E P T E M B E R | ۱۰       | پرتقال‌ها                                                 | ATO Pictures                                                                                                  | Julian Farino (کارگردان)؛ Ian Helfer, Jay Reiss (فیلمنامه‌نویس)؛ هیو لوری، لیتون میستر، کاترین کینر، آدام برودی، عالیه شوکت، اولیور پلات، الیسون جنی |     | [ ۱۸۰ ] |
| S E P T E M B E R | ۱۰       | رمپارت                                                   | Millennium Entertainment                                                                                      | Oren Moverman (کارگردان)؛ جیمز الروی (فیلمنامه‌نویس)؛ وودی هارلسون، بن فاستر، رابین رایت، سیگورنی ویور، استیو بوشمی، آن هیش، سینتیا نیکسون، آیس کیوب، بری لارسون، ند بیتی |     | [ ۱۸۱ ] |
| S E P T E M B E R | ۱۰       | صید ماهی آزاد در یمن                                     | سی‌بی‌اس فیلمز / لاینزگیت فیلمز                                                                                 | لاسه هالستروم (کارگردان)؛ سایمن بوفوی (فیلمنامه‌نویس)؛ یوان مک‌گرگور، امیلی بلانت، کریستین اسکات توماس، عمرو واکد |     | [ ۱۸۲ ] |
| S E P T E M B E R | ۱۰       | The Way                                                  | تهیه‌کنندهs Distribution Agency                                                                                | امیلیو استوس (کارگردان/فیلمنامه‌نویس)؛ مارتین شین، دبورا کارا آنگر، جیمز نسبیت، یوریک ون واگنینگن، امیلیو استوس |     | [ ۱۸۳ ] |
| S E P T E M B E R | ۱۰       | تو بعدی هستی                                             | لاینزگیت فیلمز                                                                                                | آدام وینگارد (کارگردان)؛ Simon Barrett (فیلمنامه‌نویس)؛ شارنی وینسن، جو سوانبرگ، A. J. Bowen, Nicholas Tucci، باربارا کرامپتون |     | [ ۱۸۴ ] |
| S E P T E M B E R | ۱۲       | ۳۶۰                                                      | منگولیا پیکچرز                                                                                                | فرناندو میرلس (کارگردان)؛ پیتر مورگان (فیلمنامه‌نویس)؛ ریچل وایس، آنتونی هاپکینز، جود لا، بن فاستر |     | [ ۱۸۵ ] |
| S E P T E M B E R | ۱۲       | ۵۰/۵۰                                                    | سامیت انترتینمنت / ماندیت پیکچرز                                                                              | جاناتان لوین (کارگردان)؛ Will Reiser (فیلمنامه‌نویس)؛ جوزف گوردون لویت، ست روگن، آنا کندریک، برایس دالاس هاوارد، آنجلیکا هیوستون |     | [ ۱۸۶ ] |
| S E P T E M B E R | ۱۲       | Heleno                                                   | اسکرین مدیا فیلمز                                                                                             | Jose Henrique Fonseca (کارگردان/فیلمنامه‌نویس)؛ Felipe Braganca, Fernando Castets (فیلمنامه‌نویس)؛ خودریگو سانتورو |     | [ ۱۸۷ ] |
| S E P T E M B E R | ۱۲       | نیل یانگ Journeys                                        | سونی پیکچرز کلاسیکس                                                                                           | جاناتان دمی (کارگردان)؛ نیل یانگ |     | [ ۱۸۸ ] |
| S E P T E M B E R | ۱۴       | Jeff, Who Lives at Home                                  | پارامونت وانتاج / ایندین پینت‌براش                                                                             | مارک دوپلاس، جی دپلاس (کارگردانان/فیلمنامه‌نویسان)؛ جیسون سیگل، اد هلمز، جودی گریر، سوزان ساراندون |     | [ ۱۸۹ ] |
| S E P T E M B E R | ۱۵       | جانی اینگلیش دوباره متولد می‌شود                          | یونیورسال استودیوز / استودیوکانال / ریلیتیویتی مدیا / ورکینگ تایتل فیلمز                                      | الیور پارکر (کارگردان)؛ Hamish McColl, William Davies (فیلمنامه‌نویس)؛ روآن اتکینسون، دنیل کالویا، رزمند پایک، دومینیک وست، جیلین اندرسون |     | [ ۱۹۰ ] |
| S E P T E M B E R | ۱۵       | Union Square                                             | DADA | Nancy Savoca (کارگردان/فیلمنامه‌نویس)؛ Mary Tobler (فیلمنامه‌نویس)؛ میرا سوروینو، تامی بلانچارد، پتی لوپن، مایک دویل (بازیگر) |     | [ ۱۹۱ ] |
| S E P T E M B E R | ۱۵       | Violet & Daisy                                           | GreeneStreet Films / Magic Violet                                                                             | جفری اس فلچر (کارگردان/فیلمنامه‌نویس)؛ سورشا رونان، الکسیز بلدل، دنی ترخو، جیمز گاندولفینی، ماریان ژان-بتیست |     | [ ۱۹۲ ] |
| S E P T E M B E R | ۱۶       | I Don't Know How She Does It                             | واینستین کمپانی                                                                                               | داگلاس مک‌گراث (کارگردان)؛ Aline Brosh McKenna (فیلمنامه‌نویس)؛ سارا جسیکا پارکر، پیرس برازنان، گرگ کینر، کریستینا هندریکس، الیویا مان، باسی فیلیپ |     | [ ۱۹۳ ] |
| S E P T E M B E R | ۱۶       | شیرشاه                                                   | والت دیزنی پیکچرز                                                                                             | Roger Allers، راب مینکاف (کارگردان)؛ Irene Mecchi, Jonathan Roberts, Linda Woolverton (فیلمنامه‌نویس)؛ متیو برودریک، جیمز ارل جونز، جرمی آیرونز، جاناتان تیلور توماس، مویرا کلی، ناتان لین، ارنی سابلا، روآن اتکینسون، رابرت گویلام، مج سینکلیر، ووپی گلدبرگ، چیچ مارین، جیم کامینگز |     | [ ۱۹۴ ] |
| S E P T E M B E R | ۱۶       | سگ‌های پوشالی                                             | اسکرین جمز | راد لوری (کارگردان/فیلمنامه‌نویس)؛ جیمز مارسدن، کیت باسورث، الکساندر اسکارشگرد، دامینیک پرسل، جیمز وودز، ویلا هلند، لاز آلونسو |     | [ ۱۹۵ ] |
| S E P T E M B E R | ۱۶       | Winnie Mandela                                           | آر ال جی ای فیلمز                                                                                             | Darrell Roodt (کارگردان/فیلمنامه‌نویس)؛ Andre Pieterse, Paul Ian Johnson (فیلمنامه‌نویس)؛ جنیفر هادسون، ترنس هاوارد، وندی کروسون، الیاس کوتیاس |     | [ ۱۹۶ ] |
| S E P T E M B E R | ۲۱       | Dimensions                                               | Sculptures of Dazzling Complexity Ltd                                                                         | Sloane U'Ren (کارگردان/فیلمنامه‌نویس)؛ Ant Neely (فیلمنامه‌نویس)؛ هنری لوید-هیوز، کامیلا رادرفورد، پاتریک گود فری، اولیویا لولین، Sean Heart |     |         |
| S E P T E M B E R | ۲۲       | هزارپای انسانی ۲ (دنباله کامل)                           | آی‌اف‌سی فیلمز                                                                                                  | توم سیکس (کارگردان/فیلمنامه‌نویس)؛ لارنس آر. هاروی، اشلین ینی |     | [ ۱۹۷ ] |
| S E P T E M B E R | ۲۳       | داستان دلفین                                             | برادران وارنر / الکان اینترتینمنت                                                                             | چارلز مارتین اسمیت (کارگردان)؛ Karen Janszen, Noam Dromi (فیلمنامه‌نویس)؛ هری کانیک جونیور، اشلی جاد، مورگان فریمن، نیتن گمبل، کریس کریستوفرسون، آستین استول، کوزی زوئلسدورف |     | [ ۱۹۸ ] |
| S E P T E M B E R | ۳۰       | خانه رؤیایی                                              | یونیورسال استودیوز / مورگان کریک انترتینمنت                                                                   | جیم شریدان (کارگردان)؛ David Loucka (فیلمنامه‌نویس)؛ دنیل کریگ، ریچل وایس، نائومی واتس، مارتون چوکاش |     | [ ۱۹۹ ] |
| S E P T E M B E R | ۳۰       | مارگارت                                                  | فاکس سرچلایت پیکچرز                                                                                           | کنت لونرگان (کارگردان/فیلمنامه‌نویس)؛ آنا پاکوین، جین اسمیت-کمرون، مت دیمون، مارک رافلو، متیو برودریک، ژان رنو |     | [ ۲۰۰ ] |
| S E P T E M B E R | ۳۰       | شماره‌ات چنده                                             | فاکس قرن بیستم / ریجنسی انترتینمنت                                                                            | مارک مایلود (کارگردان)؛ Jennifer Crittenden, Gabrielle Allan (فیلمنامه‌نویس)؛ آنا فاریس، کریس ایوانز |     | [ ۲۰۱ ] |

### اکتبر–دسامبر
| افتتاحیه        | افتتاحیه | عنوان                                        | استودیو                                                                     | عوامل تولید | سبک | منبع    |
| --------------- | -------- | -------------------------------------------- | --------------------------------------------------------------------------- | --- | --- | ------- |
| O C T O B E R   | ۵        | George Harrison,Living in the Material World | اچ‌بی‌او فیلمز                                                                | مارتین اسکورسیزی (کارگردان)؛ الیویا هریسون |     | [ ۲۰۲ ] |
| O C T O B E R   | ۵        | سفیر                                         | درفت‌هاوس فیلمز                                                              | Mads Brügger (کارگردان) |     | [ ۲۰۳ ] |
| O C T O B E R   | ۶        | آزاد                                         | پارامونت پیکچرز / MTV Films / اسپای‌گلس اینترتیمنت                           | کریگ برو (کارگردان/فیلمنامه‌نویس)؛ دین پیچفورد (فیلمنامه‌نویس)؛ کنی ورمالد، جولیان هاف، اندی مک‌داول، دنیس کواید |     | [ ۲۰۴ ] |
| O C T O B E R   | ۹        | هفته‌ای که با مریلین گذراندم                  | واینستین کمپانی                                                             | سایمن کورتیس (کارگردان) (کارگردان)؛ آدرین هادگس (فیلمنامه‌نویس)؛ میشل ویلیامز، کنت برانا، ادی ردمین، اما واتسون، جودی دنچ |     | [ ۲۰۵ ] |
| O C T O B E R   | ۱۰       | هوگو                                         | پارامونت پیکچرز / جی کی فیلمز                                               | مارتین اسکورسیزی (کارگردان)؛ جان لوگان (فیلمنامه‌نویس)؛ بن کینگزلی، ساشا بارون کوهن، ایسا باترفیلد، کلویی گریس مورتس، جود لا، ری وینستون، امیلی مورتیمر |     | [ ۲۰۶ ] |
| O C T O B E R   | ۱۰       | موجود                                        | یونیورسال استودیوز / مورگان کریک انترتینمنت                                 | Matthijs van Heijningen (کارگردان)؛ رونالد مور، اریک هیزرر (فیلمنامه‌نویس)؛ مری الیزابت وینستد، آدواله آکینویه آگباجه، جوئل اجرتون، Jonathan Lloyd Walker |     | [ ۲۰۷ ] |
| O C T O B E R   | ۱۳       | خاطرات عجیب و غریب                           | فیلم‌دیستریکت                                                                | بروس رابینسون (کارگردان/فیلمنامه‌نویس)؛ جانی دپ، امبر هرد، آرون اکهارت، جووانی ریبیسی |     | [ ۲۰۸ ] |
| O C T O B E R   | ۱۴       | بیگ یر                                       | فاکس قرن بیستم                                                              | دیوید فرانکل (کارگردان)؛ هاوارد فرانکلین (فیلمنامه‌نویس)؛ جک بلک، استیو مارتین، اوون ویلسون |     | [ ۲۰۹ ] |
| O C T O B E R   | ۱۴       | فعالیت فراطبیعی ۳                            | پارامونت پیکچرز / بلوم هاوس پروداکشنز                                       | Henry Joost, Ariel Schulman (کارگردانان)؛ Christopher B. Landon (فیلمنامه‌نویس)؛ Lauren Bittner, Chris Smith, کلوئی چنگری، Jessica Tyler Brown |     | [ ۲۱۰ ] |
| O C T O B E R   | ۱۹       | Diana Vreeland,The Eye Has to Travel         | ساموئل گلدوین فیلمز                                                         | Lisa Immordino Vreeland, Bent-Jorgan Perlmutt, Frederic Tcheng (کارگردانان) |     | [ ۲۱۱ ] |
| O C T O B E R   | ۲۲       | Beneath the Darkness                         | سانست پیکچرز                                                                | Martin Guigui (کارگردان)؛ Bruce Wilkinson (فیلمنامه‌نویس)؛ دنیس کواید، تونی اولر، ایمی تیگاردن |     | [ ۲۱۲ ] |
| O C T O B E R   | ۲۳       | ماجراهای تن‌تن                                | پارامونت پیکچرز / کلمبیا پیکچرز / نیکلودئون موویز / امبلین اینترتینمنت      | استیون اسپیلبرگ (کارگردان)؛ استیون موفات، ادگار رایت، جو کرنیش (فیلمنامه‌نویس)؛ جیمی بل، اندی سرکیس، دنیل کریگ، نیک فراست، سایمون پگ، دنیل میز، مکنزی کروک، توبی جونز، گاد الماله |     | [ ۲۱۳ ] |
| O C T O B E R   | ۲۳       | گربه چکمه‌پوش                                 | پارامونت پیکچرز / دریم‌ورکس انیمیشن                                          | کریس میلر (پویانما) (کارگردان/فیلمنامه‌نویس)؛ Tom Wheeler (فیلمنامه‌نویس)؛ آنتونیو باندراس، سلما هایک، زک گالیفیناکیس، بیلی باب تورنتون، ایمی سداریس |     | [ ۲۱۴ ] |
| O C T O B E R   | ۲۴       | سرقت از برج                                  | یونیورسال استودیوز / ایمیج اینترتیمنت                                       | برت رتنر (کارگردان)؛ Ted Griffin، جف نیثنسن (فیلمنامه‌نویس)؛ بن استیلر، ادی مورفی، کیسی افلک، آلن آلدا، متیو برودریک، تیا لئونی، مایکل پنیا، گبوری سیدیبی |     | [ ۲۱۵ ] |
| O C T O B E R   | ۲۸       | در زمان                                      | فاکس قرن بیستم / ریجنسی انترتینمنت                                          | اندرو نیکول (کارگردان/فیلمنامه‌نویس)؛ جاستین تیمبرلیک، آماندا سایفرد، کیلین مورفی، الکس پتیفر |     | [ ۲۱۶ ] |
| O C T O B E R   | ۲۸       | October Baby                                 | ساموئل گلدوین فیلمز / Provident Films                                       | Andrew Erwin and Jon Erwin (کارگردان/فیلمنامه‌نویس)؛ Rachel Hendrix, Jason Burkey، جان اشنایدر، جاسمین گای |     | [ ۲۱۷ ] |
| O C T O B E R   | ۳۰       | گرگ‌ومیش،سپیده‌دم - قسمت اول                   | سامیت انترتینمنت                                                            | بیل کاندن (کارگردان)؛ ملیسا روزنبرگ (فیلمنامه‌نویس)؛ کریستن استوارت، رابرت پتینسون، تیلور لاتنر، بیلی برک، پیتر فاسینلی، الیزابت ریسر، اشلی گرین، کلان لاتز، جکسون رادبون، نیکی رید |     | [ ۲۱۸ ] |
| N O V E M B E R | ۲        | دست‌نیافتنی‌ها                                 | گومون                                                                       | اولیویه ناکاش و اریک تولدانو (کارگردان)؛ فرانسوا کلوزه، عمر سی |     |         |
| N O V E M B E R | ۳        | جی. ادگار                                    | برادران وارنر / ایمیج اینترتیمنت                                            | کلینت ایستوود (کارگردان)؛ داستین لنس بلک (فیلمنامه‌نویس)؛ لئوناردو دی‌کاپریو، آرمی همر، نائومی واتس، جاش لوکاس، جودی دنچ، اد وستویک |     | [ ۲۱۹ ] |
| N O V E M B E R | ۴        | ماپت‌ها                                       | والت دیزنی پیکچرز                                                           | جیمز بابین (کارگردان)؛ جیسون سیگل، نیکلاس استولر (فیلمنامه‌نویس)؛ جیسون سیگل، ایمی آدامز، کریس کوپر، رشیدا جونز، جک بلک، کرمیت قورباغه، میس پیگی، Walter |     | [ ۲۲۰ ] |
| N O V E M B E R | ۴        | کریسمس استثنایی هارولد و کومار               | برادران وارنر / نیو لاین سینما / ماندیت پیکچرز                              | Todd Strauss-Schulson (کارگردان)؛ جان هورویتس، Hayden Schlossberg (فیلمنامه‌نویس)؛ جان چو، کل پن، نیل پاتریک هریس، دانیل هاریس، پاولا گراچس، دنی ترخو، Amir Blumenfeld |     | [ ۲۲۱ ] |
| N O V E M B E R | ۶        | بی‌استفاده                                    | ریلیتیویتی مدیا                                                             | استیون سودربرگ (کارگردان)؛ Lem Dobbs (فیلمنامه‌نویس)؛ جینا کارانو، چنینگ تیتوم، مایکل آنگارانو، یوان مک‌گرگور، مایکل فاسبندر، بیل پکستون، مایکل داگلاس، آنتونیو باندراس |     | [ ۲۲۲ ] |
| N O V E M B E R | ۱۱       | آرتور کریسمس                                 | کلمبیا پیکچرز / سونی پیکچرز انیمیشن / آردمن انیمیشن                         | سارا اسمیت (کارگردان/فیلمنامه‌نویس)؛ Barry Cook (کارگردان)؛ Peter Baynham (فیلمنامه‌نویس)؛ جیمز مک‌آووی، هیو لوری، بیل نای، جیم برودبنت، ایملدا استنتون، اشلی جنسن، Marc Wootton، لورا لینی، اوا لونگوریا، Ramona Marquez، مایکل پیلین                                                                |     | [ ۲۲۳ ] |
| N O V E M B E R | ۱۱       | فناناپذیران                                  | ریلیتیویتی مدیا                                                             | تارسم سینگ (کارگردان)؛ Charlie Parlapanides, Vlas Parlapanides (فیلمنامه‌نویس)؛ هنری کویل، استیون درف، لوک ایوانز، ایزابل لوکاس، کلان لاتز، فریدا پینتو، میکی رورک |     | [ ۲۲۴ ] |
| N O V E M B E R | ۱۱       | جک و جیل                                     | کلمبیا پیکچرز / هپی مدیسون پروداکشنز                                        | دنیس داگن (کارگردان)؛ استیو کورن، آدام سندلر، رابرت اسمایگل (فیلمنامه‌نویس)؛ آدام سندلر، کیتی هلمز، آل پاچینو |     | [ ۲۲۵ ] |
| N O V E M B E R | ۱۸       | خوش قدم ۲                                    | برادران وارنر / ویلیج رودشو پیکچرز                                          | جرج میلر (کارگردان) (کارگردان/فیلمنامه‌نویس)؛ Gary Eck, Warren Coleman, Paul Livingston (فیلمنامه‌نویس)؛ الیجا وود، رابین ویلیامز، هانک آزاریا، برد پیت، مت دیمون، پینک (خواننده)، سوفیا ورگارا، کامن (رپر)، هوگو ویوینگ، ریچارد کارتر، مگدا زوبانسکی، آنتونی لاپالیا                                |     | [ ۲۲۶ ] |
| N O V E M B E R | ۳۰       | بهترین هتل عجیب مریگولد                      | فاکس سرچلایت پیکچرز                                                         | جان مدن (کارگردان) (کارگردان)؛ اول پارکر (فیلمنامه‌نویس)؛ جودی دنچ، بیل نای، پنلوپه ویلتون، دو پتل، سلیا ایمری، رانلد پیکاپ، تام ویلکینسون، مگی اسمیت |     | [ ۲۲۷ ] |
| D E C E M B E R | ۷        | مأموریت،غیرممکن - پروتکل شبح                 | پارامونت پیکچرز / اسکای‌دنس مدیا / بد روبات                                  | برد برد (کارگردان) (کارگردان)؛ Josh Appelbaum, André Nemec (فیلمنامه‌نویس)؛ تام کروز، جرمی رنر، سایمون پگ، پائولا پاتون |     | [ ۲۲۸ ] |
| D E C E M B E R | ۹        | شب سال نو                                    | برادران وارنر / نیو لاین سینما                                              | گری مارشال (کارگردان)؛ Katherine Fugate (فیلمنامه‌نویس)؛ هلی بری، جسیکا بیل، جان بون جووی، ابیگیل برسلین، لوداکریس، رابرت دنیرو، جاش دوهامل، زک افران، هکتور الیزوندو، کاترین هیگل، اشتون کوچر، ست مایرز، لی میشل، سارا جسیکا پارکر، میشل فایفر، تیل شوایگر، هیلاری سوانک، سوفیا ورگارا، الیسون جنی |     | [ ۲۲۹ ] |
| D E C E M B E R | ۹        | The Sitter                                   | فاکس قرن بیستم                                                              | دیوید گوردون گرین (کارگردان)؛ Brian Gatewood, Alessandro Tanaka (فیلمنامه‌نویس)؛ جونا هیل، سم راکول، آری گرینر، مکس رکوردز، جی. بی اسموو |     | [ ۲۳۰ ] |
| D E C E M B E R | ۹        | بزرگسال جوان                                 | پارامونت پیکچرز / ماندیت پیکچرز                                             | جیسون رایتمن (کارگردان)؛ دیابلو کودی (فیلمنامه‌نویس)؛ شارلیز ترون، پاتریک ویلسون، پتن اسوالت، الیزابت ریسر، کولت وولف |     | [ ۲۳۱ ] |
| D E C E M B E R | ۱۱       | خاکستری (فیلم ۲۰۱۲)                          | اوپن رود فیلمز / ال‌دی اینترتینمنت                                           | جو کارنهان (کارگردان/فیلمنامه‌نویس)؛ Ian MacKenzie Jeffers (فیلمنامه‌نویس)؛ لیام نیسون، فرانک گریلو، درموت مالرونی، دالاس رابرتس، نانسو آنوزی، جیمز بج دیل، جو اندرسون |     | [ ۲۳۲ ] |
| D E C E M B E R | ۱۲       | دختری با خالکوبی اژدها                       | کلمبیا پیکچرز / مترو گلدوین مایر                                            | دیوید فینچر (کارگردان)؛ استیون زایلیان (فیلمنامه‌نویس)؛ دنیل کریگ، رونی مارا، کریستوفر پلامر، استلان اسکارشگورد، استیون برکوف، رابین رایت، یوریک ون واگنینگن، جولی ریچاردسون |     | [ ۲۳۳ ] |
| D E C E M B E R | ۱۶       | آلوین و سمورچه‌ها ۳                           | فاکس قرن بیستم / ریجنسی انترتینمنت                                          | مایک میچل (کارگردان) (کارگردان)؛ جاناتان ایبل و گلن برگر، جاناتان ایبل و گلن برگر (فیلمنامه‌نویس)؛ جیسون لی، دیوید کراس، جنی سلیت، جاستین لانگ، متیو گری گابلر، جسی مک‌کارتنی، کریستینا اپل‌گیت، آنا فاریس، ایمی پولر                                                                                 |     | [ ۲۳۴ ] |
| D E C E M B E R | ۱۶       | شرلوک هلمز،بازی سایه‌ها                       | برادران وارنر / ویلیج رودشو پیکچرز / سیلور پیکچرز                           | گای ریچی (کارگردان)؛ کیران مولرونی، Michele Mulroney (فیلمنامه‌نویس)؛ رابرت داونی جونیور، جود لا، جرد هریس، ادی مارسن، نومی راپاس، استیون فرای، جرالدین جیمز، ریچل مک‌آدامز، کلی رایلی |     | [ ۲۳۵ ] |
| D E C E M B E R | ۲۲       | تاریک‌ترین ساعت                               | سامیت انترتینمنت / فاکس قرن بیستم / ریجنسی انترتینمنت                       | Chris Gorak (کارگردان)؛ لسلی بوهم، جان اسپیتز (فیلمنامه‌نویس)؛ امیل هرش، اولیویا ترلبی، ریچل تیلور، مکس مینگلا |     | [ ۲۳۶ ] |
| D E C E M B E R | ۲۳       | در سرزمین خون و عسل                          | فیلم‌دیستریکت                                                                | آنجلینا جولی (کارگردان/فیلمنامه‌نویس)؛ Zana Marjanović، گوران کوستیچ، راده شربه‌جیا |     | [ ۲۳۷ ] |
| D E C E M B E R | ۲۳       | ما باغ وحش خریدیم                            | فاکس قرن بیستم                                                              | کامرون کرو (کارگردان)؛ Aline Brosh McKenna (فیلمنامه‌نویس)؛ مت دیمون، توماس هیدن چرچ، اسکارلت جوهانسون، جان مایکل هیگینز، پاتریک فوگیت، ال فانینگ |     | [ ۲۳۸ ] |
| D E C E M B E R | ۲۵       | فوق‌العاده بلند و بیش از حد نزدیک             | برادران وارنر                                                               | استیون دالدری (کارگردان)؛ اریک راث (فیلمنامه‌نویس)؛ تام هنکس، ساندرا بولاک، Thomas Horn، ماکس فون سیدو، وایولا دیویس، جان گودمن، جفری رایت |     | [ ۲۳۹ ] |
| D E C E M B E R | ۲۵       | اسب جنگی                                     | تاچ‌استون پیکچرز / دریم‌ورکس / Reliance Entertainment                         | استیون اسپیلبرگ (کارگردان)؛ Lee Hall، ریچارد کرتیس (فیلمنامه‌نویس)؛ جرمی ایروین، امیلی واتسون، دیوید تیولیس، نیلز آرستراپ، تام هیدلستون، توبی کبل، پیتر مولان، پاتریک کندی |     | [ ۲۴۰ ] |
| D E C E M B E R | ۲۶       | بانوی آهنی                                   | واینستین کمپانی / پتی / Film4 Productions / UK Film Council / گلدکرست فیلمز | فیلیدا لوید (کارگردان)؛ ابی مورگان (فیلمنامه‌نویس)؛ مریل استریپ، جیم برودبنت، آنتونی هد، ریچارد ای گرانت |     | [ ۲۴۱ ] |

## درگذشت‌ها
| ماه     | تاریخ | روز                   | عمر | ملیت                | پیشه                                   | فیلم‌های مشهور                                                   |
| ژانویه  | ۲     | ان فرانسیس            | ۸۰  | آمریکایی            | بازیگر                                 | سیاره ممنوعه مدرسه اوباش و اراذل                                |
| ژانویه  | ۲     | پیت پاستویت           | ۶۴  | بریتانیایی          | بازیگر                                 | به نام پدر (فیلم ۱۹۹۳) اژدهادل                                  |
| ژانویه  | ۲     | میریام سیگر           | ۱۰۳ | آمریکایی            | بازیگر                                 | The Valley of Ghosts What a Man                                 |
| ژانویه  | ۲     | پاتریشیا اسمیت        | ۸۰  | آمریکایی            | بازیگر                                 | روح سنت لوئیس (فیلم) شهر دیوانه (فیلم)                          |
| ژانویه  | ۲     | Margot Stevenson      | ۹۸  | آمریکایی            | بازیگر                                 | Smashing the Money Ring Calling Philo Vance                     |
| ژانویه  | ۳     | جیل هیورث             | ۶۵  | بریتانیایی          | بازیگر                                 | خروج (فیلم ۱۹۶۰) در راه خطر                                     |
| ژانویه  | ۹     | پیتر ییتس             | ۸۱  | بریتانیایی          | کارگردان                               | بولیت The Hot Rock                                              |
| ژانویه  | ۱۱    | دیوید نلسون           | ۷۴  | آمریکایی            | بازیگر، تهیه‌کننده                      | The Big Circus پیتون پلیس (فیلم)                                |
| ژانویه  | ۱۵    | سوزانا یورک           | ۷۲  | بریتانیایی          | بازیگر                                 | تام جونز (فیلم ۱۹۶۳) مردی برای تمام فصول                        |
| ژانویه  | ۱۶    | پاول پیکرنی           | ۸۸  | آمریکایی            | بازیگر                                 | خانه مومی (فیلم ۱۹۵۳) ورای ماجرای پوسیدون                       |
| ژانویه  | ۱۶    | خوان پیکر سیمون       | ۷۵  | اسپانیایی           | کارگردان                               | The Pod People مدرسه رابینسون‌ها                                 |
| ژانویه  | ۲۰    | بروس گوردون           | ۹۴  | آمریکایی            | بازیگر                                 | عاشق‌پیشه پیرانا (فیلم)                                          |
| ژانویه  | ۲۱    | تئونی وی. آلدریج      | ۸۲  | یونانی              | طراح لباس                              | شکارچیان روح گتسبی بزرگ (فیلم ۱۹۷۴)                             |
| ژانویه  | ۲۴    | برند آیشینگر          | ۶۱  | آلمانی              | تهیه‌کننده                              | داستان بی‌پایان (فیلم ۱۹۸۴) رزیدنت اویل (فیلم)                   |
| ژانویه  | ۲۶    | ماریا مرکاده          | ۹۲  | اسپانیایی           | بازیگر                                 | قلب و روح (فیلم ۱۹۴۸) Giovannino                                |
| ژانویه  | ۲۶    | Mario Scaccia         | ۹۱  | ایتالیایی           | بازیگر                                 | Goodnight, Ladies and Gentlemen Between Miracles                |
| ژانویه  | ۲۷    | چارلی کالاس           | ۸۳  | آمریکایی            | بازیگر                                 | فیلم صامت (فیلم) Pete's Dragon                                  |
| ژانویه  | ۳۰    | جان بری               | ۷۷  | بریتانیایی          | آهنگساز                                | از روسیه با عشق (فیلم) شیر در زمستان                            |
| ژانویه  | ۳۱    | مایکل تلان            | ۸۶  | آمریکایی            | بازیگر                                 | اینطور چیزها (فیلم) بزرگترین داستان عالم                        |
| فوریه   | ۲     | Margaret John         | ۸۴  | بریتانیایی          | بازیگر                                 | بدو چاقالو بدو How Green Was My Valley                          |
| فوریه   | ۳     | ماریا اشنایدر         | ۵۸  | فرانسوی             | بازیگر                                 | آخرین تانگو در پاریس حرفه،خبرنگار                               |
| فوریه   | ۴     | تورا ساتانا           | ۷۲  | ژاپنی               | بازیگر                                 | زودتر، ملوسک، بکش! بکش! The Haunted World of El Superbeasto     |
| فوریه   | ۵     | دونالد پترمن          | ۷۹  | آمریکایی            | سینماگر                                | مردان سیاه‌پوش (فیلم ۱۹۹۷) پیله (فیلم ۱۹۸۵)                      |
| فوریه   | ۱۰    | بیل جاستیس            | ۹۷  | آمریکایی            | پویانما ساز                            | فانتازیا (فیلم) بامبی                                           |
| فوریه   | ۱۱    | Myrna Dell            | ۸۶  | آمریکایی            | بازیگر                                 | Rose of the Yukon Fighting Father Dunne                         |
| فوریه   | ۱۲    | بتی گرت               | ۹۱  | آمریکایی            | بازیگر، Dancer, خواننده                | در جستجوی تفریحات شهری Words and Music                          |
| فوریه   | ۱۲    | کنت مارس              | ۷۵  | آمریکایی            | بازیگر، Voice بازیگر                   | تهیه‌کنندگان (فیلم ۱۹۶۸) فرانکنشتاین جوان                        |
| فوریه   | ۱۳    | لری هولدن             | ۴۹  | ایرلندی             | بازیگر                                 | بتمن آغاز می‌کند یادگاری (فیلم)                                  |
| فوریه   | ۱۳    | تی. پی. مک‌کنا         | ۸۱  | بریتانیایی          | بازیگر                                 | افسارگسیخته Shake Hands with the Devil                          |
| فوریه   | ۱۴    | دیوید اف. فریدمن      | ۸۷  | آمریکایی            | تهیه‌کننده                              | ضیافت خون Love Camp 7                                           |
| فوریه   | ۱۶    | آلفرد برک             | ۹۲  | بریتانیایی          | بازیگر                                 | هری پاتر و تالار اسرار (فیلم) اینترپل (فیلم ۱۹۵۷)               |
| فوریه   | ۱۶    | لن لسر                | ۸۸  | آمریکایی            | بازیگر                                 | قهرمانان کلی جوسی ولز یاغی                                      |
| فوریه   | ۱۷    | Perry Moore           | ۳۹  | آمریکایی            | تهیه‌کننده                              | سرگذشت نارنیا،شیر، کمد و جادوگر لیک سیتی (فیلم)                 |
| فوریه   | ۱۸    | Walter Seltzer        | ۹۶  | آمریکایی            | تهیه‌کننده                              | بیسکویت سبز امگا من                                             |
| فوریه   | ۲۲    | Nicholas Courtney     | ۸۱  | بریتانیایی          | بازیگر                                 | چشم گاو                                                         |
| فوریه   | ۲۶    | Greg Goossen          | ۶۵  | آمریکایی            | بازیگر                                 | نابخشوده (فیلم ۱۹۹۲) خانواده اشرافی تننبام                      |
| فوریه   | ۲۷    | گری وینیک             | ۴۹  | آمریکایی            | کارگردان، تهیه‌کننده                    | رفتن از ۱۳ به ۳۰ تار شارلوت (فیلم ۲۰۰۶)                         |
| فوریه   | ۲۸    | آنی ژیراردو           | ۷۹  | فرانسوی             | بازیگر                                 | معلم پیانو (فیلم) دیلینجر مرده‌است                               |
| فوریه   | ۲۸    | Nick LaTour           | ۸۴  | آمریکایی            | بازیگر                                 | جیرینگ جیرینگ ادامه‌دار Deep Cover                               |
| فوریه   | ۲۸    | جین راسل              | ۸۹  | آمریکایی            | بازیگر                                 | یاغی (فیلم ۱۹۴۳) آقایان موطلایی‌ها را ترجیح می‌دهند               |
| مارس    | ۴     | چارلز جروت            | ۸۳  | بریتانیایی          | کارگردان                               | یک‌هزار روز از آن افق گمشده (فیلم ۱۹۷۳)                          |
| مارس    | ۱۱    | Hugh Martin           | ۹۶  | آمریکایی            | آهنگساز                                | مرا در سنت لوئیس ملاقات کن آتنا (فیلم)                          |
| مارس    | ۱۷    | مایکل گاف             | ۹۴  | Malaysian           | بازیگر                                 | بتمن (فیلم ۱۹۸۹) Horrors of the Black Museum                    |
| مارس    | ۱۸    | انزو کنوله            | ۸۲  | ایتالیایی           | بازیگر                                 | سینما پارادیزو خانه لبخندها                                     |
| مارس    | ۲۱    | Joe Wizan             | ۷۶  | مکزیکی              | تهیه‌کننده                              | Along Came a Spider جرمایا جانسون                               |
| مارس    | ۲۲    | Helen Stenborg        | ۸۶  | آمریکایی            | بازیگر                                 | افسون‌زده (فیلم) آتش غرور (فیلم)                                 |
| مارس    | ۲۳    | الیزابت تیلور         | ۷۹  | بریتانیایی-آمریکایی | بازیگر                                 | غول (فیلم ۱۹۵۶) چه کسی از ویرجینیا وولف می‌ترسد (فیلم)           |
| مارس    | ۲۷    | فارلی گرنجر           | ۸۵  | آمریکایی            | بازیگر                                 | طناب (فیلم) بیگانگان در ترن (فیلم)                              |
| آوریل   | ۲     | Bill Varney           | ۷۷  | آمریکایی            | میکسر صدا                              | مهاجمان صندوق گمشده امپراتوری ضربه می‌زند                        |
| آوریل   | ۳     | کوین ژار              | ۵۶  | آمریکایی            | فیلم‌نامه‌نویس                           | سنگ گور (فیلم) افتخار (فیلم ۱۹۸۹)                               |
| آوریل   | ۴     | وین رابسن             | ۶۴  | کانادایی            | بازیگر                                 | رنج (فیلم) هالک شگفت‌انگیز (فیلم)                                |
| آوریل   | ۶     | اسکیپ اوبرایان        | ۶۰  | آمریکایی            | بازیگر                                 | دروغگو دروغگو شرف خانواده پریتزی                                |
| آوریل   | ۹     | سیدنی لومت            | ۸۶  | آمریکایی            | کارگردان، تهیه‌کننده، فیلم‌نامه‌نویس      | ۱۲ مرد خشمگین (فیلم ۱۹۵۷) بعدازظهر سگی                          |
| آوریل   | ۹     | Yolande Palfrey       | ۵۴  | بریتانیایی          | بازیگر                                 | Dragonslayer                                                    |
| آوریل   | ۱۱    | آنجلا اسکولار         | ۶۵  | بریتانیایی          | بازیگر                                 | در خدمت سرویس مخفی ملکه کازینو رویال (فیلم ۱۹۶۷)                |
| آوریل   | ۱۴    | تره‌ور بنیستر          | ۷۶  | بریتانیایی          | بازیگر                                 | Are You Being Served? Captain Jack                              |
| آوریل   | ۱۷    | Michael Sarrazin      | ۷۰  | کانادایی            | بازیگر                                 | مگر آن‌ها اسب‌ها را خلاص نمی‌کنند The Gumball Rally                |
| آوریل   | ۲۰    | تیم هترینگتن          | ۴۰  | بریتانیایی-آمریکایی | کارگردان                               | Restrepo                                                        |
| آوریل   | ۲۴    | مری-فرانس پیزیه       | ۶۶  | فرانسوی             | بازیگر                                 | عشق در بیست‌سالگی پسرخاله غذا                                    |
| آوریل   | ۲۸    | ویلیام کمبل           | ۸۷  | آمریکایی            | بازیگر                                 | متکبرها مرد بدون ستاره                                          |
| مه      | ۳     | جکی کوپر              | ۸۸  | آمریکایی            | بازیگر                                 | سوپرمن (فیلم) اسکیپی (فیلم)                                     |
| مه      | ۴     | مری مورفی             | ۸۰  | آمریکایی            | بازیگر                                 | وحشی (فیلم ۱۹۵۳) ساعات ناامیدی                                  |
| مه      | ۵     | آرتور لاورنتز         | ۹۳  | آمریکایی            | Playwright, فیلم‌نامه‌نویس               | داستان وست ساید (فیلم) Gypsy                                    |
| مه      | ۵     | دانا وینتر            | ۷۹  | بریتانیایی          | بازیگر                                 | حمله جسددزدها Shake Hands with the Devil                        |
| مه      | ۸     | Hilton Rosemarin      | ۵۸  | کانادایی            | Set Decorator                          | سه مرد و یک نوزاد جهنده (فیلم ۲۰۰۸)                             |
| مه      | ۹     | دولورس فولر           | ۸۸  | آمریکایی            | بازیگر                                 | گلن یا گلندا Jail Bait                                          |
| مه      | ۱۵    | Barbara Stuart        | ۷۶  | آمریکایی            | بازیگر                                 | هواپیما! پارتی مجردی (فیلم ۱۹۸۴)                                |
| مه      | ۱۶    | ادوارد هاردویک        | ۷۸  | بریتانیایی          | بازیگر                                 | الیزابت (فیلم) الیور توئیست (فیلم ۲۰۰۵)                         |
| مه      | ۲۰    | رندی سوج              | ۵۸  | آمریکایی            | بازیگر                                 | مرد عنکبوتی (فیلم) تیزپا (فیلم ۲۰۰۸)                            |
| مه      | ۲۱    | بیل هانتر             | ۷۱  | استرالیایی          | بازیگر                                 | گالیپولی (فیلم ۱۹۸۱) در جستجوی نمو                              |
| مه      | ۲۲    | جوزف بروکس            | ۷۳  | آمریکایی            | کارگردان، ترانه‌نویس                    | If Ever I See You Again You Light Up My Life                    |
| مه      | ۲۷    | جف کاناوی             | ۶۰  | آمریکایی            | بازیگر                                 | گریس (فیلم) عقاب فرود آمده (فیلم)                               |
| مه      | ۳۰    | کلاریس تیلور          | ۹۳  | آمریکایی            | بازیگر                                 | Tell Me That You Love Me, Junie Moon میستی را برایم پخش کن      |
| ژوئن    | ۳     | جیمز آرنس             | ۸۸  | آمریکایی            | بازیگر                                 | دختر کشاورز (فیلم ۱۹۴۷) جیم مک‌لین بزرگ                          |
| ژوئن    | ۳     | پت جکسون              | ۹۵  | بریتانیایی          | کارگردان                               | Shadow on the Wall Encore!                                      |
| ژوئن    | ۳     | میریام کارلین         | ۸۵  | بریتانیایی          | بازیگر                                 | پرتقال کوکی (فیلم) فرزندان انسان                                |
| ژوئن    | ۴     | Donald Hewlett        | ۹۰  | بریتانیایی          | بازیگر                                 | Carry On Behind                                                 |
| ژوئن    | ۶     | John Boswall          | ۹۱  | بریتانیایی          | بازیگر                                 | دزدان دریایی کارائیب،نفرین مروارید سیاه سه مرد و یک خانم کوچک   |
| ژوئن    | ۷     | لئونارد بی. استرن     | ۸۷  | آمریکایی            | فیلم‌نامه‌نویس، کارگردان                 | Africa Screams Just You and Me, Kid                             |
| ژوئن    | ۸     | جان مکنزی             | ۸۳  | Scottish            | کارگردان                               | جمعه خوب طولانی یاقوت سرخ (فیلم ۱۹۷۷)                           |
| ژوئن    | ۱۱    | Gunnar Fischer        | ۱۰۰ | سوئدی               | سینماگر                                | بندر سر راه تشنگی (فیلم ۱۹۴۹)                                   |
| ژوئن    | ۱۲    | لورا زیسکین           | ۶۱  | آمریکایی            | تهیه‌کننده                              | زن زیبا مرد عنکبوتی (فیلم)                                      |
| ژوئن    | ۱۴    | پیتر شامونی           | ۷۷  | آلمانی              | آلکساندر کلوگه's Coکارگردان            | Brutalität in Stein                                             |
| ژوئن    | ۱۴    | Badi Uzzaman          | ۷۲  | هندی                | بازیگر                                 | قول‌های شرقی سالی دیگر (فیلم)                                    |
| ژوئن    | ۲۰    | راین دان              | ۳۴  | آمریکایی            | بازیگر                                 | Jackass,The Movie بلندپروازی بلوند                              |
| ژوئن    | ۲۲    | David Rayfiel         | ۸۷  | آمریکایی            | فیلم‌نامه‌نویس                           | سه روز کرکس Death Watch                                         |
| ژوئن    | ۲۳    | پیتر فالک             | ۸۳  | آمریکایی            | بازیگر                                 | عروس شاهزاده (فیلم) شرکت آدم‌کشی (فیلم ۱۹۶۰)                     |
| ژوئن    | ۲۵    | آلیس پلایتن           | ۶۳  | آمریکایی            | بازیگر                                 | ضریب هوشی (فیلم) هوی متال (فیلم)                                |
| ژوئن    | ۲۶    | ادیت فلاوز            | ۸۸  | آمریکایی            | بازیگر                                 | Pennies from Heaven                                             |
| ژوئن    | ۲۷    | الین استوارت          | ۸۱  | آمریکایی            | بازیگر                                 | بد و زیبا Brigadoon                                             |
| ژوئیه   | ۱     | لسلی بروکس            | ۸۸  | آمریکایی            | بازیگر                                 | Tonight and Every Night Blonde Ice                              |
| ژوئیه   | ۳     | آنا مسی               | ۷۳  | بریتانیایی          | بازیگر                                 | نگاه دزدکی (فیلم) اهمیت جدی بودن (فیلم ۲۰۰۲)                    |
| ژوئیه   | ۵     | گوردون توتوسیس        | ۶۹  | کانادایی            | بازیگر                                 | پوکاهانتس (فیلم ۱۹۹۵) افسانه‌های خزان                            |
| ژوئیه   | ۸     | رابرتس بلوسوم         | ۸۷  | آمریکایی            | بازیگر                                 | تنها در خانه برخورد نزدیک از نوع سوم                            |
| ژوئیه   | ۱۵    | گوگی ویدرز            | ۹۴  | بریتانیایی          | بازیگر                                 | It Always Rains on Sunday خانم ناپدید می‌شود (فیلم ۱۹۳۸)         |
| ژوئیه   | ۱۷    | David Ngoombujarra    | ۴۴  | استرالیایی          | بازیگر                                 | داندی کروکودیل در لس آنجلس ند کلی (فیلم ۲۰۰۳)                   |
| ژوئیه   | ۱۹    | Sheila Burrell        | ۸۹  | بریتانیایی          | بازیگر                                 | پارانویک (فیلم) Cold Comfort Farm                               |
| ژوئیه   | ۲۲    | تام آلدریج            | ۸۳  | آمریکایی            | بازیگر                                 | کوهستان سرد قتل جسی جیمز به‌دست رابرت فورد بزدل                  |
| ژوئیه   | ۲۲    | لیندا کریستین         | ۸۷  | مکزیکی/آمریکایی     | بازیگر                                 | Tarzan and the Mermaids Peter Voss, Hero of the Day             |
| ژوئیه   | ۲۴    | Tresa Hughes          | ۸۱  | آمریکایی            | بازیگر                                 | شهرت (فیلم ۱۹۸۰) دون خوان دی‌مارکو                               |
| ژوئیه   | ۲۴    | جی. دی اسپاردین       | ۹۰  | آمریکایی            | بازیگر                                 | پدرخوانده،قسمت دوم اینک آخرالزمان                               |
| ژوئیه   | ۲۵    | مایکل کاکویانیس       | ۸۹  | یونانی              | کارگردان، تهیه‌کننده، فیلم‌نامه‌نویس      | زوربای یونانی (فیلم) Windfall in Athens                         |
| ژوئیه   | ۲۷    | Polly Platt           | ۷۲  | آمریکایی            | تهیه‌کننده، کارگردان هنری، فیلم‌نامه‌نویس | آخرین نمایش فیلم What's Up, Doc?                                |
| اوت     | ۲     | Richard Pearson       | ۹۳  | بریتانیایی          | بازیگر                                 | Scrooge One of Our Dinosaurs Is Missing The Wind in the Willows |
| اوت     | ۳     | بابا اسمیت            | ۶۶  | آمریکایی            | بازیگر                                 | دانشکده پلیس The Naked Truth                                    |
| اوت     | ۵     | فرانچسکو کوئین        | ۴۸  | ایتالیایی           | بازیگر                                 | جوخه (فیلم ۱۹۸۶) تبدیل‌شوندگان،نیمه تاریک ماه                    |
| اوت     | ۶     | جان وود               | ۸۱  | بریتانیایی          | بازیگر                                 | شکلات (فیلم ۲۰۰۰) سابرینا (فیلم ۱۹۹۵)                           |
| اوت     | ۱۴    | شامی کاپور            | ۷۹  | هندی                | بازیگر، کارگردان                       | جنگلی (فیلم ۱۹۶۱) Tumsa Nahin Dekha                             |
| اوت     | ۱۹    | رائول روئیز           | ۷۰  | شیلیایی             | کارگردان                               | A Closed Book The Golden Boat                                   |
| اوت     | ۲۳    | Sybil Jason           | ۸۳  | آمریکایی            | بازیگر                                 | The Little Princess The Blue Bird                               |
| اوت     | ۲۳    | Michael Showers       | ۴۵  | آمریکایی            | بازیگر                                 | قاچاق (فیلم ۲۰۰۰) Mad Money                                     |
| اوت     | ۲۴    | فرانک دیلئو           | ۶۳  | آمریکایی            | بازیگر                                 | رفقای خوب جهان وین                                              |
| اوت     | ۲۴    | Jack Hayes            | ۹۳  | آمریکایی            | آهنگساز، Orchestrator                  | رنگ ارغوانی (فیلم) پیشتازان فضا (فیلم)                          |
| اوت     | ۲۷    | ایو برنت              | ۸۲  | آمریکایی            | بازیگر                                 | مسیر سبز گارفیلد (فیلم)                                         |
| سپتامبر | ۱۰    | کلیف رابرتسون         | ۸۸  | آمریکایی            | بازیگر                                 | چارلی (فیلم) مرد عنکبوتی (فیلم)                                 |
| سپتامبر | ۱۱    | اندی ویتفیلد          | ۳۹  | ولزی/استرالیایی     | بازیگر                                 | Gabriel درمانگاه (فیلم ۲۰۱۰)                                    |
| سپتامبر | ۱۳    | جان کلی               | ۸۱  | آمریکایی            | تهیه‌کننده                              | کارت‌پستال‌هایی از لبه پرتگاه رمز داوینچی (فیلم)                  |
| سپتامبر | ۱۳    | Jack Garner           | ۸۴  | آمریکایی            | بازیگر                                 | هموطنان آمریکایی من غروب آفتاب (فیلم)                           |
| سپتامبر | ۱۵    | فرانسیس بای           | ۹۲  | کانادایی            | بازیگر                                 | هپی گیلمور مخمل آبی                                             |
| سپتامبر | ۱۶    | Norma Eberhardt       | ۸۲  | آمریکایی            | بازیگر                                 | Live Fast, Die Young The Return of Dracula                      |
| سپتامبر | ۲۱    | پولت دوبوست           | ۱۰۰ | فرانسوی             | بازیگر                                 | قاعده بازی Adrien                                               |
| سپتامبر | ۲۲    | پیتر ئی. برگر         | ۶۷  | آمریکایی            | تدوینگر                                | جذابیت مرگبار آلوین و سمورچه‌ها (فیلم ۲۰۰۷)                      |
| سپتامبر | ۲۲    | Jonathan Cecil        | ۷۲  | بریتانیایی          | بازیگر                                 | بری لیندون Van Wilder,The Rise of Taj                           |
| سپتامبر | ۲۶    | دیوید زلاگ گودمن      | ۸۱  | آمریکایی            | فیلم‌نامه‌نویس                           | سگ‌های پوشالی (فیلم ۱۹۷۱) فرار لوگان (فیلم)                      |
| سپتامبر | ۲۶    | Jerry Haynes          | ۸۴  | آمریکایی            | بازیگر                                 | پلیس آهنی پسرها گریه نمی‌کنند                                    |
| اکتبر   | ۲     | Peter Przygodda       | ۶۹  | آلمانی              | تدوینگر                                | پاریس، تگزاس (فیلم) زیر آسمان برلین                             |
| اکتبر   | ۴     | دوریس بلیک            | ۸۵  | آمریکایی            | بازیگر                                 | توتسی (فیلم) What About Bob?                                    |
| اکتبر   | ۵     | استیو جابز            | ۵۶  | آمریکایی            | تهیه‌کننده، Studio Executive            | داستان اسباب‌بازی زندگی یک حشره                                  |
| اکتبر   | ۵     | چارلز نپیر            | ۷۵  | آمریکایی            | بازیگر                                 | سکوت بره‌ها (فیلم) آستین پاورز،مرد بین‌المللی رمز و راز           |
| اکتبر   | ۶     | دیان کیلنتو           | ۷۸  | استرالیایی          | بازیگر                                 | مرد حصیری (فیلم ۱۹۷۳) مرد (فیلم ۱۹۶۷)                           |
| اکتبر   | ۷     | جرج بیکر              | ۸۰  | بریتانیایی          | بازیگر                                 | خداحافظ، آقای چپیس (فیلم ۱۹۶۹) در خدمت سرویس مخفی ملکه          |
| اکتبر   | ۸     | دیوید هس              | ۷۵  | آمریکایی            | بازیگر                                 | آخرین خانه در سمت چپ (فیلم ۱۹۷۲) Swamp Thing                    |
| اکتبر   | ۱۰    | Alan Fudge            | ۶۷  | آمریکایی            | بازیگر                                 | ادوارد دست‌قیچی استعداد ذاتی                                     |
| اکتبر   | ۱۳    | شیلا آلن              | ۷۸  | بریتانیایی          | بازیگر                                 | در واقع عشق هری پاتر و جام آتش (فیلم)                           |
| اکتبر   | ۱۳    | باربارا کنت           | ۱۰۳ | کانادایی            | بازیگر                                 | جسم و شیطان الیور توئیست (فیلم ۱۹۳۳)                            |
| اکتبر   | ۱۹    | Jeff Rudom            | ۵۱  | آمریکایی            | بازیگر                                 | رهاشده                                                          |
| اکتبر   | ۲۰    | Sue Lloyd             | ۷۲  | بریتانیایی          | بازیگر                                 | پرونده ایپکرس (فیلم) انتقام پلنگ صورتی                          |
| اکتبر   | ۳۱    | گیلبرت کیتس           | ۷۷  | آمریکایی            | کارگردان، تهیه‌کننده                    | آرزوهای تابستان، رؤیاهای زمستان Oh, God! Book II                |
| نوامبر  | ۲     | سید ملتون             | ۹۴  | آمریکایی            | بازیگر                                 | Knock on Any Door Lost Continent                                |
| نوامبر  | ۲     | لئونارد استون         | ۸۷  | آمریکایی            | بازیگر                                 | ویلی وانکا و کارخانه شکلات‌سازی آمریکایی Pop                     |
| نوامبر  | ۳     | Rosángela Balbó       | ۷۰  | ایتالیایی-مکزیکی    | بازیگر                                 | The Incredible Invasion                                         |
| نوامبر  | ۳     | Bruno Rubeo           | ۶۵  | ایتالیایی           | طراح تولید                             | رانندگی برای خانم دیزی تاج و تخت توماس (فیلم ۱۹۹۹)              |
| نوامبر  | ۶     | مارگارت فیلد          | ۸۹  | آمریکایی            | بازیگر                                 | The Man from Planet X Captive Women                             |
| نوامبر  | ۸     | Gene Cantamessa       | ۸۰  | آمریکایی            | میکسر صدا                              | ئی.تی. موجود فرازمینی هرج‌ومرج فضایی (فیلم)                      |
| نوامبر  | ۸     | هوی دی                | ۴۴  | آمریکایی            | Rapper, بازیگر                         | قوانین خانه سایدر (فیلم) استپ آپ                                |
| نوامبر  | ۱۵    | Dulcie Gray           | ۹۵  | بریتانیایی          | بازیگر                                 | The Glass Mountain Wanted for Murder                            |
| نوامبر  | ۱۵    | Karl Slover           | ۹۳  | آمریکایی            | بازیگر                                 | جادوگر شهر از (فیلم ۱۹۳۹) The Terror of Tiny Town               |
| نوامبر  | ۱۶    | Maureen Swanson       | ۷۸  | بریتانیایی          | بازیگر                                 | Knights of the Round Table Up in the World                      |
| نوامبر  | ۱۷    | John Paxton           | ۹۰  | آمریکایی            | بازیگر                                 | مرد عنکبوتی ۲ مرد عنکبوتی ۲                                     |
| نوامبر  | ۱۹    | جان نویل              | ۸۶  | بریتانیایی          | بازیگر                                 | ماجراهای بارن مایچوزن پرونده‌های مجهول (فیلم)                    |
| نوامبر  | ۲۰    | دوروتی موریس          | ۸۹  | آمریکایی            | بازیگر                                 | Cry "Havoc" کمدی انسانی (فیلم ۱۹۴۳)                             |
| نوامبر  | ۲۷    | کن راسل               | ۸۴  | بریتانیایی          | کارگردان، بازیگر                       | تامی (فیلم ۱۹۷۵) زنان عاشق (فیلم)                               |
| نوامبر  | ۲۸    | ویتوریو د ستا         | ۸۸  | ایتالیایی           | کارگردان، فیلم‌نامه‌نویس                 | Bandits of Orgosolo Half a Man                                  |
| نوامبر  | ۲۸    | پاتریس اونیل          | ۴۱  | آمریکایی            | کمدین، بازیگر                          | ساعت بیست و پنجم Furry Vengeance                                |
| دسامبر  | ۱     | بیل مک‌کینی            | ۸۰  | آمریکایی            | بازیگر                                 | بازماندگان (فیلم ۱۹۷۲) از هر راهی ولی شل (فیلم)                 |
| دسامبر  | ۳     | دو آناند              | ۸۸  | هندی                | بازیگر، کارگردان، تهیه‌کننده            | راهنما (فیلم) هری راما هری کریشنا (فیلم ۱۹۷۱)                   |
| دسامبر  | ۶     | جانکارلو بادسی        | ۸۳  | ایتالیایی           | بازیگر                                 | سالن کیتی Squadra antitruffa                                    |
| دسامبر  | ۷     | هری مورگان            | ۹۶  | آمریکایی            | بازیگر                                 | میراث باد (فیلم ۱۹۶۰) دام (فیلم ۱۹۸۷)                           |
| دسامبر  | ۱۱    | Harold Hopkins        | ۶۷  | استرالیایی          | بازیگر                                 | Don's Party گالیپولی                                            |
| دسامبر  | ۱۴    | دان شارپ              | ۶۷  | استرالیایی          | کارگردان                               | سی و نه پله (فیلم ۱۹۷۸) Psychomania                             |
| دسامبر  | ۱۶    | نیکول ویلیامسون       | ۷۳  | بریتانیایی          | بازیگر                                 | توطئه ویلبی The Seven-Per-Cent Solution                         |
| دسامبر  | ۱۸    | Doe Avedon            | ۸۶  | آمریکایی            | بازیگر                                 | متکبرها The Boss                                                |
| دسامبر  | ۲۰    | یوشی‌میتسو موریتا      | ۶۱  | ژاپنی               | کارگردان                               | The Family Game Sorekara                                        |
| دسامبر  | ۲۲    | ویلیام دوئل           | ۸۸  | آمریکایی            | بازیگر                                 | دیوانه از قفس پرید چگونه مردی را در ۱۰ روز از دست بدهیم         |
| دسامبر  | ۲۳    | دنیز دارسل            | ۸۷  | آمریکایی            | بازیگر                                 | Tarzan and the Slave Girl Westward the Women                    |
| دسامبر  | ۲۶    | پدرو آرمنداریس جونیور | ۷۱  | مکزیکی              | بازیگر                                 | جواز قتل (فیلم ۱۹۸۹) آمیستاد                                    |
| دسامبر  | ۲۷    | بتی جین رودز          | ۹۰  | آمریکایی            | بازیگر، خواننده                        | Sweater Girl The Fleet's In                                     |